# Liste von Bergen im Pfälzerwald

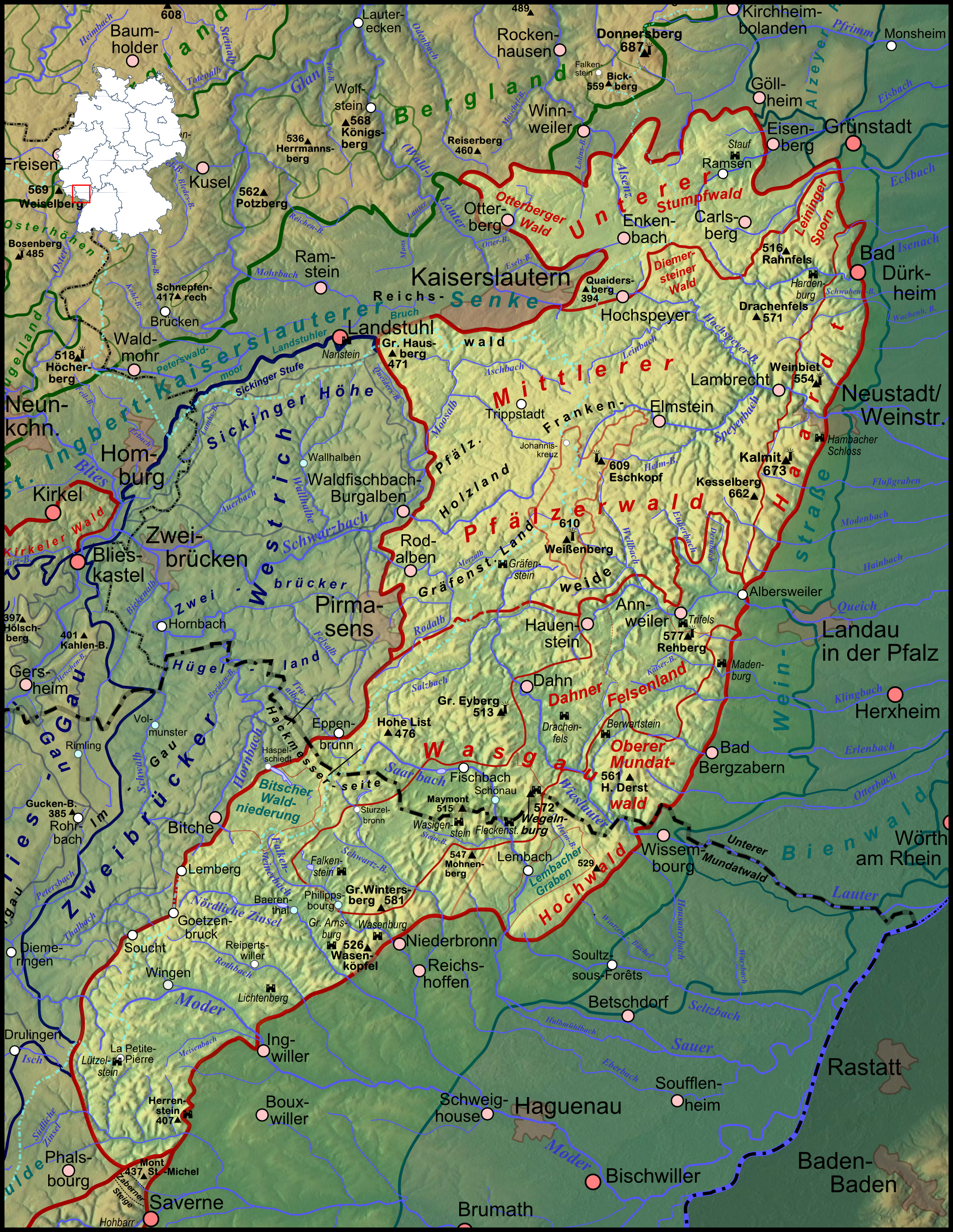
Naturraum Pfälzerwald-Nordvogesen
(aufgehellt und rot umrandet, Pfälzerwald im Norden)

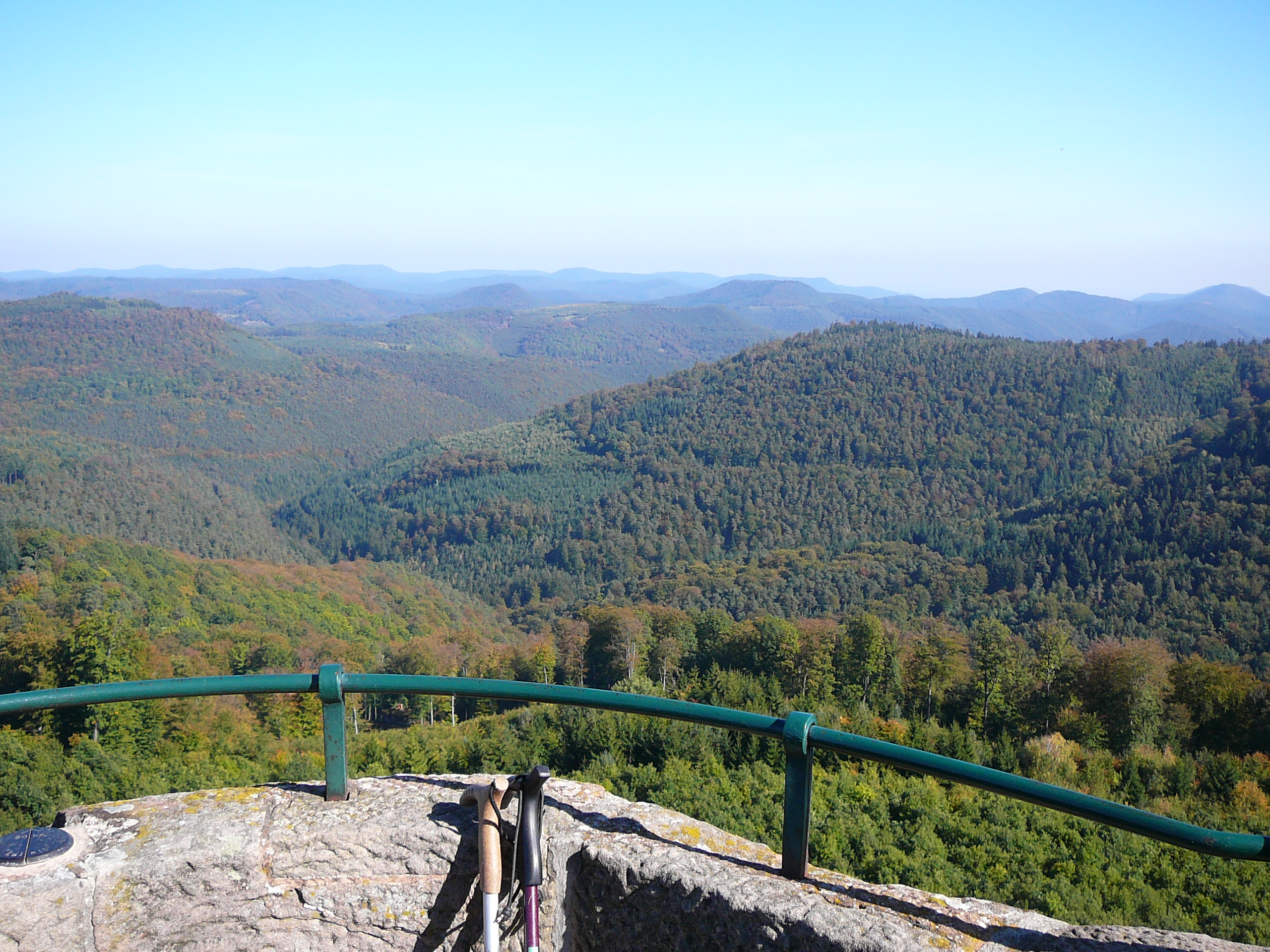
Blick vom Luitpoldturm auf dem Weißenberg über den zentralen Pfälzerwald nach Osten

Die Liste von Bergen im Pfälzerwald enthält eine Auswahl von Bergen, die sich im rheinland-pfälzischen Naturraum Pfälzerwald (maximal 672,6 m ü. NHN) befinden.
Das Gebirge wird durch ein Buntsandsteinpaket von etwa 500 Metern Mächtigkeit gebildet, das durch ein komplexes Relief mit tief eingeschnittenen Kerbtälern, vielfältigen Bergformen und dichter Bewaldung gekennzeichnet ist. Da seine Gesteinsschichten während der Entstehung des Oberrheingrabens schräggestellt wurden und von Ost nach West absinken, liegen die höchsten Erhebungen mit mehr als 600 m ü. NHN in der Haardt, einem Gebirgszug, der den Pfälzerwald im Osten zur Rheinebene hin abgrenzt. Sein zentraler Teil besteht aus dem weiter westlich gelegenen Hochplateau der Frankenweide, in dem sich ebenfalls mehrere Berge befinden, welche die Sechshundert-Meter-Marke überschreiten. Dagegen erreichen die Erhebungen im nördlichen Pfälzerwald, d. h. im Stumpfwald und Otterberger Wald, nur etwa 350 bis 450 m ü. NHN; sie sind in größere Verebnungsflächen eingebettet und überragen diese nur um 100 bis 150 Meter. Wesentlich vielfältiger präsentiert sich das Gebirge dagegen in seinem südlichen Teil, der auch Wasgau genannt wird und sich als einheitlicher Naturraum grenzüberschreitend bis zur Zaberner Steige (frz. Col de Saverne) erstreckt. Seine kleingliedrige Oberflächengestalt ist u. a. durch unterschiedliche Bergformen – zum Beispiel Kegelberge – charakterisiert, deren Höhe meist zwischen 450 und 550 m ü. NHN schwankt. Sie tragen häufig bizarre Felsgebilde, die in einer Reihe von Fällen zum Bau und als Standort von Burgen genutzt wurden.
Da nicht alle Berge des Pfälzerwaldes in die vorliegende Liste aufgenommen werden konnten, musste anhand verschiedener Kriterien eine Auswahl getroffen werden. Dabei wurden als Auswahlkriterien in erster Linie geomorphologische (z. B. Gestein, Relief u. ä.), biologische (z. B. Flora wie Waldbedeckung und -zusammensetzung), kulturhistorische (z. B. Burgen, ehemalige Kultstätten), touristische (z. B. Aussichtstürme, Hütten des Pfälzerwald-Vereins u. ä.) und infrastrukturelle Besonderheiten (z. B. Verkehrswege, industrielle Nutzung usw.) herangezogen.
Die Tabelle ist in insgesamt 7 Spalten unterteilt, wobei die Spalten 1 bis 5 sortierbar und die Spalten 6 und 7 nicht sortierbar sind. Auf Spalten zur Dominanz und Schartenhöhe der einzelnen Berge wurde wegen der relativ geringen Höhe des Pfälzerwaldes verzichtet. Als wichtige Informationsquellen dienten topographisches Kartenmaterial (TK 1:25000) und der Online-Dienst („Karten-Viewer“) des Landesamtes für Vermessung und Geobasisinformation Rheinland-Pfalz, ferner ergänzend der Online-Kartendienst des Landschaftsinformationssystems der Naturschutzverwaltung in Rheinland-Pfalz (LANIS).
Die erste Spalte, „Berg“, enthält eine Aufzählung der Namen sämtlicher hier ausgewählter Berge, wobei deren Reihenfolge von ihrer Höhe – von den höchsten bis zu den niedrigsten Werten – bestimmt wird; Bezeichnung und Schreibweise beruhen auf den Konventionen des Landesamtes für Vermessung und Geobasisinformation Rheinland-Pfalz. Außerdem beinhaltet diese Spalte die per Maus anklickbare Lage (Geographische Koordinaten) des betreffenden Berges.
In der zweiten Spalte, „Höhe“, ist die Höhe der einzelnen Berge über Normalhöhennull (NHN) angegeben. Spalte 3, „Naturraum“, und Spalte 4, „Teillandschaft“, orientieren sich am Konzept zur naturräumlichen Gliederung des Pfälzerwaldes, wobei die hier ausgewählten Berge des Mittelgebirges den übergreifenden Naturräumen und Teillandschaften zugeordnet wurden. Dabei sind auch kleinere Teillandschaften des Naturraums zumindest durch Angabe von ein oder zwei Bergen repräsentiert. In Spalte 5, „Landkreis, Gemeinde“, ist als weitere Orientierungshilfe neben dem Landkreis, in dem sich der betreffende Berg befindet, auch die Entfernung (Luftlinie) zur nächstgelegenen Gemeinde angegeben. Spalte 6, „Kommentar/e“, enthält in stichwortartiger Form Kurzinformationen (z. B. zur Geologie, Relief, Bewaldung, kulturhistorische Besonderheiten, Erreichbarkeit usw.) über den jeweiligen Berg; hierbei wurde in erster Linie auf geeignete landeskundliche Veröffentlichungen und spezielle Pfalzführer zurückgegriffen. Insoweit passende Bilder zur Verfügung standen, wurden diese in Spalte 7, „Bild“, eingefügt.

## Tabelle
Die Spalten 1 bis 5 der in der Ausgangsansicht nach Höhe in Metern (m) über Normalhöhennull (NHN) sortierten Tabelle sind, wie obig erwähnt, durch Klick auf die Symbole bei ihren Überschriften sortierbar. In der Spalte „Berg“ sind Alternativnamen in Klammern gesetzt, kleingedruckt und kursiv geschrieben. In dieser Spalte stehen bei mehrmals vorkommenden, gleichnamigen Eintragungen kleingedruckt und in Klammern gesetzt zur Unterscheidung jeweils die Ortsnamen.
| Berg (mit Koordi- naten)               | Höhe (m ü. NHN) | Natur- raum                                                | Teil- land- schaft                                        | Landkreis, Gemeinde | Kommentar/e | Bild |
| -------------------------------------- | --------------- | ---------------------------------------------------------- | --------------------------------------------------------- | --- | --- | --- |
| Kalmit (⊙)                             | 672,6           | Mittlerer Pfälzerwald                                      | Haardt                                                    | Südliche Weinstraße; etwa 3 km westlich von Maikammer                                                                                | Höchster Berg des Pfälzerwaldes; vollständig bewaldet, vorwiegend Kiefern, in tieferen Regionen Edelkastanien; Aussichtsturm (gesperrt); Kalmithaus (PWV-Hütte); Panoramablick nach Osten und Süden; Wetterstation; Sendeturm; „Felsenmeer“ auf dem Hüttenberg (siehe unten); Gipfel über Kalmithöhenstraße (Landesstraße 515) von Maikammer aus gut erreichbar, vom Parkplatz nur wenige 100 m Fußweg zum Gipfel. | Die Kalmit |
| Kesselberg (⊙)                         | 661,8           | Mittlerer Pfälzerwald                                      | Haardt                                                    | Südliche Weinstraße; etwa 4 km nordwestlich von Weyher                                                                               | Zweithöchster Berg des Pfälzerwaldes; trapezförmiger Rückenberg; vollständig bewaldet (Kiefern, Fichten, Buchen); schüsselförmige Felsvertiefungen, fälschlicherweise als Gletschertöpfe oder Gletschermühlen bezeichnet; auf markierten Wanderpfaden erreichbar; Ausgangspunkt Parkplatz „Lolosruhe“ an Kreisstraße 6 (Edenkoben–Forsthaus Heldenstein) | Kesselberg, Blick vom Modenbachtal |
| Roßberg (⊙)                            | 637,0           | Mittlerer Pfälzerwald                                      | Haardt                                                    | Südliche Weinstraße; etwa 3 km nordwestlich von Burrweiler                                                                           | Dritthöchster Berg des Pfälzerwaldes; vollständig mit Mischwald bedeckt; am Westhang Burgruine Scharfeneck; Landauer Hütte des PWV im Sattel zwischen Ross- und Orensberg (Zimmerbrunnen); der Gipfel ist über teilweise zugewachsene Forst- und Waldwege erreichbar, Ausgangspunkt Waldparkplatz „Drei Buchen“ an Landesstraße 506 Ramberg–Weyher | Roßberg, Blick vom Frankenfelsen |
| Hochberg (St. Martin) (⊙)              | 635,3           | Mittlerer Pfälzerwald                                      | Haardt                                                    | Südliche Weinstraße; etwa 2 km westlich von St. Martin                                                                               | Prägnanter Rückenberg am Rheingrabenrand; im Süden Triefenbach-, im Norden Altbachtal; vollständig bewaldet, vorwiegend Kiefern; Friedensdenkmal auf dem Werderberg, südöstlich gelegener Vorberg zur Rheinebene hin; Kropsburg am östlichen Gebirgsrand; Gipfel nur auf z. T. markierten Wanderwegen erreichbar; Ausgangspunkt z. B. Waldparkplätze im Triefenbachtal an Kreisstraße 6 Edenkoben–Forsthaus Heldenstein | Hochberg bei St. Martin (Pfalz): Blick von der Weinstraße nach Westen |
| Hüttenberg (⊙)                         | 620,1           | Mittlerer Pfälzerwald                                      | Haardt                                                    | Südliche Weinstraße; etwa 3 km westlich von St. Martin                                                                               | Südwestlicher Vorberg der Kalmit; hauptsächlich mit Kiefern bedeckt; auf seinem langgestreckten Bergrücken ausgedehntes „Felsenmeer“, d. h. Blockfeld der Karlstalschichten (Mittlerer Buntsandstein); vom Parkplatz unterhalb des Kalmitgipfels auf markierten Wanderwegen nach wenigen hundert Metern gut erreichbar. | Hüttenberg vom Sankt Martiner Tal aus gesehen |
| Hohe Loog (⊙)                          | 618,7           | Mittlerer Pfälzerwald                                      | Haardt                                                    | Neustadt Stadtgebiet; etwa 4 km südwestlich der Kernstadt                                                                            | Rückenberg mit Gipfelplateau (Hohe-Loog-Ebene); Teil eines Höhenrückens, der sich von der Kalmit Richtung Nordosten bis zum Nollenkopf erstreckt; auf Gipfelplateau Felsblöcke des Mittleren Buntsandsteins („Karlstalschichten“); vollständig bewaldet, hauptsächlich Kiefern; im Gipfelbereich das Hohe-Loog-Haus (bewirtschaftete Hütte des PWV); auf markierten Wanderwegen gut erreichbar; Ausgangspunkt z. B. Waldparkplatz am Hahnenschritt (Kalmithöhenstraße, Landesstraße 515 von Maikammer aus)                                                                                               | Blick zur Hohen Loog (in Bildmitte, rechts neben Hambacher Schloss) |
| Schafkopf (⊙)                          | 616,8           | Mittlerer Pfälzerwald                                      | innere Waldgebiete                                        | Südliche Weinstraße; etwa 3,5 km westlich von St. Martin                                                                             | Teil eines Höhenrückens, der sich vom Steigerkopf bis zum Rotsohlberg erstreckt; vollständig mit Mischwald bedeckt; über den Gipfel führt ein alter Grenzpfad zwischen den Gemarkungen von Maikammer und Sankt Martin zwischen Ritterstein 303 Suppenschüssel und Sankt Martiner Fronbaum; Ausgangspunkte Waldparkplätze Totenkopf (Landesstraße 514 St. Martin–Breitenstein) oder Lolosruhe | Gipfel mit Steinpyramide und altem Grenzstein |
| Steigerkopf (Schänzel) (⊙)             | 613,6           | Mittlerer Pfälzerwald                                      | innere Waldgebiete                                        | Südliche Weinstraße; etwa 3,5 km nordwestlich von Weyher                                                                             | Gebirgsknoten; Aussichtsturm; 1794 Schlacht zwischen Franzosen und Preußen, errichteten im Umkreis mehrere Schanzen („Schänzel“), Denkmäler; dichte Bewaldung (Mischwald); im Umkreis mehrere Hütten und Waldgaststätten; Zufahrt über Burrweiler oder Edenkoben auf Kreisstraße 6; Fußweg (etwa 1 km) vom Parkplatz „Lolosruhe“ | Gipfel des Steigerkopfes mit Schänzelturm |
| Blättersberg (⊙)                       | 613,2           | Mittlerer Pfälzerwald                                      | Haardt                                                    | Südliche Weinstraße; etwa 2 km westlich von Weyher                                                                                   | Rückenberg am Rheingrabenrand; vollständig bewaldet (vorwiegend Kiefern mit untergemischten Buchen); Aussichtsturm auf Südgipfel (Ludwigsturm); auf Nordostflanke Burgruine Rietburg; Ausgangspunkt Parkplatz Nähe Villa Ludwigshöhe; mit Sessellift oder Wanderweg zur Burg, von dort auf markiertem Weg etwa 1 km bis zum Gipfel | Nordostseite des Blättersbergs (mit Rietburg und Villa Ludwigshöhe) |
| Weißenberg (⊙)                         | 609,9           | Mittlerer Pfälzerwald                                      | Frankenweide                                              | Südwestpfalz, Südliche Weinstraße (Osthang); 1,5 km nordwestlich Hermersbergerhof                                                    | Höchster Berg der Frankenweide; südlichster Gipfel des zentralen Gebirgsrückens; Luitpoldturm (Aussichtsturm); umfassender Panoramablick über mehr als 350 Berggipfel; urwaldartige Buchen-und-Eichen-Mischbestände, Kernzone „Quellgebiet der Wieslauter“ im Biosphärenreservat Pfälzerwald-Nordvogesen; Felsformationen der Karlstalschichten im direkten Gipfelbereich und weiteren Umkreis; auf markiertem Wanderweg gut erreichbar; Ausgangspunkt Waldparkplätze „Holländerklotz“ oder „Luitpoldstein“ an Kreisstraße 56, vom Hermersbergerhof etwa 1 bis 2 km Richtung Norden                      | Blick vom Hermersbergerhof zum Weißenberg (mit Luitpoldturm) |
| Mosisberg (⊙)                          | 608,7           | Mittlerer Pfälzerwald                                      | Frankenweide                                              | Südwestpfalz; etwa 3 km nördlich von Hofstätten                                                                                      | Zweithöchster Berg der Frankenweide; langgestreckter Höhenrücken; Teil der Pfälzischen Hauptwasserscheide; Mischwälder vorwiegend aus Buchen und Eichen; im Gipfelbereich ehemalige militärische Richtfunkanlage der US Air Force; in einer Hochmulde etwa 1 km südöstlich kleines Hochmoor („Mosisbruch“); Gipfel auf Fahrweg leicht erreichbar; Ausgangspunkt Abzweigung von Landesstraße 496 (Leimen–Johanniskreuz) zum Langerkopf | Blick vom Weißenberg zum Mosisberg (Bildmitte hinten) |
| Eschkopf (⊙)                           | 608,3           | Mittlerer Pfälzerwald                                      | Frankenweide                                              | Südwestpfalz; 3,5 km nördlich von Hofstätten                                                                                         | Zentraler Gebirgsknoten des Pfälzerwaldes; wenig ausgeprägte Bergkuppe; Teil der Hauptwasserscheide; hydrologisches Zentrum; Aussichtsturm („Eschkopfturm“); Panoramablick (etwas eingeschränkt); gut über markierten Wanderweg erreichbar; Ausgangspunkt von B 48 bei Abzw. Richtung Iggelbach, von dort etwa 500 m bis zum Gipfel | Gipfelbereich des Eschkopfs mit dem Eschkopfturm, dahinter die Sekundär-Radaranlage Pfälzer Wald der Deutschen Flugsicherung                                                                   |
| Morschenberg (⊙)                       | 608,3           | Mittlerer Pfälzerwald                                      | innere Waldgebiete                                        | Südliche Weinstraße; etwa 4 km westlich von St. Martin                                                                               | Teil des Höhenrückens, der sich vom Steigerkopf bis zum Rotsohlberg erstreckt; wenig ausgeprägter Rückenberg; vollständig mit Mischwald, vorwiegend aus Kiefern und Buchen, bedeckt; erreichbar auf Wanderweg, etwa 0,5 km nördlich vom Parkplatz „Lolosruhe“ (Kreisstraße 5 Edenkoben–Forsthaus Heldenstein) | Morchenberg Gipfelbereich |
| Rotsohlberg (⊙)                        | 607,1           | Mittlerer Pfälzerwald                                      | innere Waldgebiete                                        | Südwestpfalz; etwa 4 km nordwestlich von St. Martin                                                                                  | Nordöstlicher Abschluss des Höhenrückens, der am Steigerkopf beginnt; Rückenberg; vollständig mit Mischwald hauptsächlich aus Kiefern und Buchen bedeckt; Höhenrücken gut auf markierten Wanderwegen erreichbar, eigentlicher Gipfel nur auf Waldschneise; Ausgangspunkt Parkplatz „Totenkopf“ an Landesstraße 514 St. Martin–Breitenstein (Totenkopfstraße), von dort etwa 1,5 km | Blick vom Hahnenschritt |
| Hortenkopf (⊙)                         | 606,2           | Mittlerer Pfälzerwald                                      | Frankenweide                                              | Südwestpfalz; etwa 3 km südwestlich von Hofstätten                                                                                   | Schwach ausgeprägter Rückenberg; Teil des zentralen Höhenrückens der Frankenweide; vorwiegend Mischwälder aus Buchen und Eichen; auf Gipfel Fernmeldeturm; gesperrter Fahrweg zum Gipfel; über Kreisstraße 56 vom Hermersbergerhof aus erreichbar | Hortenkopf mit Fernmeldeturm |
| Taubenkopf (⊙)                         | 603,8           | Mittlerer Pfälzerwald                                      | Haardt                                                    | Stadtgebiet Neustadt an der Weinstraße; etwa 4 km westlich von Stadtteil Diedesfeld                                                  | Nordöstlicher Vorberg der Kalmit, direkt am Rheingrabenrand; Panoramasicht; auf markierten Wanderwegen gut erreichbar; Ausgangspunkt Parkplatz an Kreisstraße 515 (Kalmithöhenstraße Maikammer–Kalmit) | Blick von der Hohen Loog zum Taubenkopf |
| Teufelsberg (⊙)                        | 597,6           | Mittlerer Pfälzerwald                                      | Haardt                                                    | Südliche Weinstraße; etwa 1,5 km westlich von Burrweiler                                                                             | Freistehender Rückenberg am Rheingrabenrand; vollständig mit Kiefern und untergemischten Buchen bedeckt; im Gipfelbereich große Felsblöcke (Mittlerer Buntsandstein, Karlstalschichten); steinernes Wetterkreuz; am Osthang Annakapelle (Wallfahrtskirche); nur auf markierten Wanderwegen erreichbar; Ausgangspunkt Parkmöglichkeiten in Burrweiler | Teufelsberg mit Lambertskopf (rechts) und Annakapelle (links) |
| Mühlenberg (⊙)                         | 590,8           | Mittlerer Pfälzerwald                                      | Frankenweide                                              | Südwestpfalz; etwa 4 km östlich von Leimen                                                                                           | Ausgedehnter Höhenrücken; Teil der pfälzischen Hauptwasserscheide; vollständig bewaldet (naturnahe Eichen- und Buchenwälder); im Südosten Kernzone „Quellgebiet der Wieslauter“ (Wartenbachtal); auf Waldwegen nicht erreichbar; Ausgangspunkt Kreisstraße 56 (K 56) Richtung Hermersbergerhof | Blick vom Weißenberg nach Nordwesten: Im Mittelgrund Mühlenberg |
| Straußenberg (⊙)                       | 582,6           | Mittlerer Pfälzerwald                                      | Haardt                                                    | Südliche Weinstraße; etwa 3 km westlich von Edenkoben                                                                                | Rückenberg am Rheingrabenrand; Vorberg etwa 830 m südöstlich des Hochbergs; vollständig bewaldet; nur auf unmarkierten Waldpfaden erreichbar | Straußenberg (vorn), Hochberg (hinten) |
| Oberscheid (⊙)                         | 582,3           | Mittlerer Pfälzerwald                                      | innere Waldgebiete                                        | Neustadt an der Weinstraße; etwa 4,5 km nordwestlich von Sankt Martin                                                                | vollständig bewaldeter Berg, Wanderwege zwischen Totenkopf und Hellerplatz führen über den Berg, Gipfel ist auf Waldwegen nicht erreichbar; | Blick vom Hahnenschritt |
| Hermeskopf (⊙)                         | 581,3           | Mittlerer Pfälzerwald                                      | innere Waldgebiete                                        | Südliche Weinstraße; etwa 4 km nördlich von Ramberg                                                                                  | Rückenberg, Teil eines ausgedehnten Höhenzuges, der sich von Nord nach Süd bis zum Orensberg erstreckt; östlich Modenbachtal; vollständig bewaldet (Buchen, Kiefern, Fichten usw.); auf z. T. markierten Waldwegen erreichbar; Ausgangspunkt Parkplatz beim Forsthaus Heldenstein (an Kreisstraße 6 Edenkoben–Modenbachtal) | |
| Orensberg (⊙)                          | 581,2           | Mittlerer Pfälzerwald                                      | Haardt                                                    | Südliche Weinstraße; etwa 3 km nördlich von Albersweiler                                                                             | Prägnanter Rückenberg am Rheingrabenrand; vollständig bewaldet (Mischwald); archäologische Besonderheiten (Ringwall und Opferschale); Panoramablick vom Orensfelsen; am Nordhang Burg Scharfeneck; Landauer Hütte (PWV) am Zimmerplatz; nur auf markierten Wanderwegen erreichbar; Ausgangspunkt z. B. Waldparkplatz in St. Johann (Albersweiler) | Aussichtspunkt Orensfelsen |
| Rehberg (⊙)                            | 576,8           | Wasgau                                                     | Wasgauer Felsenland                                       | Südliche Weinstraße; 2 km südlich von Annweiler                                                                                      | Prägnanter Kegelrückenberg mit relativ hoher Prominenz; höchster Berg im deutschen Teil des Wasgaus; namensgebend für eine Formation des Unteren Buntsandsteins: „Rehbergschichten“; dichte Mischwälder; Aussichtsturm (Rehbergturm); umfassender Panoramablick; Rehbergquelle (höchstgelegene Quelle der Pfalz); etwa 1 km nordwestlich Felsmassiv des Asselsteins; nur auf markierten Wanderpfaden erreichbar; Ausgangspunkt Parkplatz „Rehberg“ an Trifelsstraße (Kreisstraße 2 Annweiler–Trifels), Nähe Klettererhütte                                                                               | Blick vom Trifels über Bindersbach zum Rehberg |
| Schindhübel (⊙)                        | 571,0           | Mittlerer Pfälzerwald                                      | Frankenweide                                              | Bad Dürkheim; etwa 3 km westlich von Iggelbach                                                                                       | Rückenberg; Teil eines Höhenrückens, der sich in nordöstlicher Richtung vom Eschkopf bis zur Bloskülb erstreckt; vollständig von Mischwäldern bedeckt (Buchen, Eichen, Lärchen usw.); Aussichtsturm mit Panoramablick vor allem Richtung Osten und Süden; auf markiertem Waldweg erreichbar; Ausgangspunkt etwa 500 m von Waldparkplatz „Mittelbuche“ an Kreisstraße 17 (Iggelbach–Einmündung in Bundesstraße 48) | Aussichtsturm auf dem Schindhübel |
| Schlossberg (Schönau) (⊙)              | 570,9           | Wasgau                                                     | Wasgauer Felsenland                                       | Südwestpfalz; etwa 2 km südwestlich von Nothweiler                                                                                   | Kegelförmiger Doppelgipfel von relativ hoher Prominenz; zwischen Nord- und Südgipfel deutsch-französische Grenze; auf Nordgipfel Wegelnburg, höchstgelegene Burgruine der Pfalz; umfassender Panoramablick; auf Südgipfel Hohenburg, ebenfalls Rundumsicht; dichte Bewaldung (Mischwälder); Felsformationen (Mittlerer Buntsandstein); nur auf markierten Wanderpfaden von Nothweiler oder Schönau erreichbar; Ausgangspunkt z. B. Parkmöglichkeiten in Nothweiler oder Schönau | Blick von der Hohenburg zur Wegelnburg |
| Drachenfels (⊙)                        | 570,8           | Mittlerer Pfälzerwald                                      | innere Waldgebiete                                        | Bad Dürkheim; 4 km nördlich von Neidenfels                                                                                           | Zentraler Gebirgsknoten der Waldgebiete zwischen Hochspeyerbach und Isenach; trapezförmige Bergkuppe; Felsformationen aus Mittlerem Buntsandstein („Karlstalschichten“); vollständig bewaldet (Buchen, Eichen, Kiefern usw.), Naturschutzgebiet; ehemaliger, schwach ausgeprägter, römischer Ringwall; Panoramablick vom Süd- und Westfels; 2 Felshöhlungen: „Drachenhöhle“ und „Drachenkammer“; nur auf markierten Wanderpfaden erreichbar; Parkplatz „Saupferch“ an Stichstraße von B 37 Frankenstein–Bad Dürkheim                                                                                     | Der Drachenfels im Winter |
| Bloskülb (⊙)                           | 570,2           | Mittlerer Pfälzerwald                                      | Frankenweide                                              | Bad Dürkheim; 2 km westlich von Iggelbach                                                                                            | Rückenberg; vollständig bewaldet (Buchen, Kiefern usw.); Abschluss des Höhenrückens, der sich vom Eschkopf nach Nordosten erstreckt; auf markiertem Wanderweg erreichbar; 500 m von Parkplatz „Brandbuche“ an Kreisstraße 17 (Iggelbach–Einmündung in Bundesstraße 48) | Fundstelle Feuersteinbeil |
| Großer Adelberg (⊙)                    | 567,4           | Mittlerer Pfälzerwald                                      | innere Waldgebiete                                        | Südliche Weinstraße; etwa 2 km nördlich von Annweiler                                                                                | Prägnante Bergkuppe; Abschluss eines langgezogenen prägnanten Höhenrückens, der sich vom „Forsthaus Taubensuhl“ nach Süden erstreckt; vollständig mit Mischwald bedeckt; Gipfel auf Wegen oder Pfaden nicht erreichbar; Ausgangspunkt Parkplätze in Annweiler | Kleiner und Großer Adelberg |
| Brogberg (⊙)                           | 566,9           | Mittlerer Pfälzerwald                                      | Frankenweide                                              | Bad Dürkheim; etwa 2 km westlich von Iggelbach                                                                                       | Langgezogener Rückenberg; Teil des Höhenrückens, der sich vom Eschkopf bis zur Bloskülb erstreckt; vollständig bewaldet (Mischwälder mit relativ hohem Laubholzanteil); auf Waldwegen gut erreichbar; Ausgangspunkt Waldparkplätze „Mitteleiche“ oder „Brandbuche“ an Kreisstraße 17 (Iggelbach–Einmündung in Bundesstraße 48) | |
| Hinterer Stoppelkopf (⊙)               | 566,2           | Mittlerer Pfälzerwald                                      | innere Waldgebiete                                        | Bad Dürkheim; etwa 3 km nördlich von Lambrecht                                                                                       | Rückenberg; Teil eines Höhenzuges, der sich vom Drachenfels in südöstlicher Richtung bis zum Weinbiet erstreckt; vollständig bewaldet; 2 km nordöstlich Hochwildschutzpark Kurpfalz-Park nur auf markierten Wanderwegen erreichbar; Ausgangspunkt Lambrecht oder Neidenfels | Gipfelkreuz |
| Almersberg (⊙)                         | 564,1           | Mittlerer Pfälzerwald                                      | innere Waldgebiete                                        | Südliche Weinstraße; etwa 3,5 km nördlich von Rinnthal                                                                               | Trapezförmige, prägnante Berggestalt; Teil des langgestreckten Höhenrückens, der sich vom Forsthaus Taubensuhl bis zum Adelberg erstreckt; vollständig bewaldet (Buchen, Eichen, Kiefern, und andere Nadelgehölze); vom Südfels Panoramablick von Südost nach Südwest; nur auf Wanderpfaden nach längerem Fußmarsch erreichbar, z. B. von Parkplatz „Zwiesel“ im Wellbachtal an Bundesstraße 48 (Hochspeyer–Annweiler) | Blick vom Kirschfelsen (Nähe Annweilerer Forsthaus) zum Almersberg |
| Eiterberg (⊙)                          | 561,2           | Mittlerer Pfälzerwald                                      | Frankenweide                                              | Südliche Weinstraße; etwa 3 km südlich von Hofstätten                                                                                | Prägnanter Rückenberg; tiefeingeschnittene, felsige Kerbtäler (Kaltenbachtal im Süden, Eiderbachtal mit Felsblöcken der Karlstalschichten im Nordosten); vollständig bewaldet (Mischwald, hauptsächlich naturnahe Buchen- und Eichenwälder); am Fuß Annweiler Forsthaus (Waldgaststätte); Gipfel auf Wanderpfad erreichbar; Ausgangspunkt Parkplatz Annweiler Forsthaus | Blick vom Weißenberg zum Eiterberg (Bildmitte) |
| Platte (⊙)                             | 560,6           | Mittlerer Pfälzerwald                                      | innere Waldgebiete                                        | Neustadt an der Weinstraße; etwa 5,7 km westlich von Neustadt                                                                        | Der Berg ist vollständig mit Mischwald hauptsächlich aus Kiefern und Buchen bewaldet. Am Gipfel befinden sich eine Felsformation, deren Plattenform den Namen des Berges erklärt. Die Felsformation wird als Naturdenkmal des Landes Rheinland-Pfalz geführt. Über den Berg führt der Lieselottensteig als markierter Wanderweg. | Platte Gipfelbereich |
| Hohe Derst (⊙)                         | 560,5           | Wasgau                                                     | östlicher Teil, Mundatwald                                | Südliche Weinstraße; etwa 3,5 km westlich von Dörrenbach                                                                             | Ausgedehnter Rückenberg; höchster Berg des Mundatwaldes; große Mischwälder; Ruine Guttenberg auf einem Vorberg etwa 1 km südlich des Gipfelplateaus; gesperrte Zufahrt zum Gipfel; auf markierten Wanderwegen gut erreichbar; Wandererparkplatz „Drei Eichen“ an Forststraße oberhalb von Böllenborn | Hohe Derst (Wasgau) |
| Waltersberg (⊙)                        | 558,0           | Mittlerer Pfälzerwald                                      | innere Waldgebiete                                        | Südliche Weinstraße; etwa 2,5 km nördlich von Ramberg                                                                                | Langgezogener Rückenberg; Teil eines Höhenzuges, der sich vom Forsthaus Heldenstein bis zum Waldpass Drei Buchen zieht; vollständig bewaldet; dichte Mischwälder; im Südosten auf einem Vorberg Burgruine Meistersel; Gipfelbereich auf Waldwegen erreichbar; Ausgangspunkt Waldparkplatz „Drei Buchen“ | Blick von Burgruine Neuscharfeneck nach Norden zum Waltersberg |
| Harzofenberg (⊙)                       | 556,4           | Mittlerer Pfälzerwald                                      | innere Waldgebiete                                        | Südliche Weinstraße; etwa 2 km westlich von Ramberg                                                                                  | Rückenberg; Teil eines langgestreckten Höhenzugs, der sich vom Pfaffenkopf bis zum Walterskopf bei Eußerthal erstreckt; vollständig bewaldet, dichte Mischwälder; östlich auf einem Vorberg Burg Ramburg; im Süden Sanatorium Eußerthal; Gipfelbereich auf markierten Wanderwegen erreichbar; Ausgangspunkt Parkplätze in Ramberg oder Eußerthal | Blick von Burg Neuscharfeneck zum Harzofenberg |
| Hahnenkopf (⊙)                         | 554,7           | Mittlerer Pfälzerwald                                      | innere Waldgebiete                                        | Südliche Weinstraße; etwa 6 km nordwestlich von Eußerthal                                                                            | Höhenrückenberg Nähe Taubensuhl (Landauer Forsthaus); Teil eines Gebirgszuges, der vom Steigerkopf bis zum Eschkopf reicht; vollständig bewaldet (Mischwald, vor allem Kiefern, Buchen, Eichen); auf Waldwegen erreichbar; Ausgangspunkt Waldparkplatz „Am Essig“ an Landesstraße 505 Eußerthal – Taubensuhl | |
| Weinbiet (⊙)                           | 554,0           | Mittlerer Pfälzerwald                                      | Haardt                                                    | Stadtgebiet von Neustadt; etwa 3 km nördlich der Kernstadt                                                                           | Freistehender Rückenberg am Rheingrabenrand; vollständig bewaldet, vorwiegend Kiefern mit untergemischten Buchen; im Gipfelbereich Aussichtsturm mit Wetterstation, Weinbiethaus (PWV-Hütte) und Rundfunk-Sendemast; vom Aussichtsturm umfassendes Panorama; Gipfel auf markierten Wanderwegen gut erreichbar, ebenfalls über gesperrten Fahrweg; Ausgangspunkte z. B. Neustadt, Haardt, Gimmeldingen usw. | Weinbiet mit Sendemast |
| Katzenkopf (⊙)                         | 553,3           | Mittlerer Pfälzerwald                                      | Frankenweide                                              | Südwestpfalz; etwa 2 km südöstlich des Hermersbergerhofes                                                                            | Vollständig bewaldete Bergkuppe; vorwiegend Mischwald (Buchen, Eichen, Kiefern); Gipfel auf Wegen oder Pfaden nicht erreichbar; Parkplatz an Kreisstraße 56 (Abzw. von Bundesstraße 10–Hermersbergerhof) etwa 1 km entfernt. | Katzenkopf Nähe Hermersbergerhof |
| Staufelkopf (⊙)                        | 552,0           | Mittlerer Pfälzerwald                                      | Frankenweide                                              | Südwestpfalz; etwa 2 km südlich des Hermersbergerhofes                                                                               | Trapezförmiger Rückenberg; vollständig bewaldet (Buchen, Eichen, Kiefern); Gipfel auf nicht markierten Waldwegen erreichbar; etwa 1 km südlich „Ruheforst Südpfälzer Bergland Wilgartswiesen“; Parkplatz an Kreisstraße 56 (Abzw. von Bundesstraße 10 – Hermersbergerhof), etwa 1 km südlich | Ritterstein 227 am Südhang |
| Hohenberg (⊙)                          | 551,9           | Wasgau                                                     | Wasgauer Felsenland                                       | Südliche Weinstraße; etwa 2 km westlich von Ranschbach                                                                               | Freistehender Kegelrückenberg; nordöstlichster Berg des Wasgaus; vollständig bewaldet (Kiefern, am Fuße des Berges Edelkastanien); der eingestürzte Aussichtsturm wurde durch einen Neubau ersetzt und ist seit 2019 wieder zugänglich, Schutzhütte und Startrampe für Drachenflieger; vom Schumacherfelsen Panoramablick Richtung Westen zum Trifels; nur auf markierten Wanderpfaden erreichbar. Ausgangspunkt z. B. Ranschbach oder Albersweiler | Hohenberg |
| Blattberg (⊙)                          | 550,8           | Mittlerer Pfälzerwald                                      | Frankenweide                                              | Bad Dürkheim; etwa 2,5 km westlich von Iggelbach                                                                                     | Langgestreckter Höhenrücken, Ausläufer des Schindhübels mit sehr geringer Prominenz; vollständig bewaldet (Mischwald); von Blattbach (Quelle) im Nordosten und Miedersbach im Südwesten abgegrenzt | Quelle des Blattbachs am Südwesthang |
| Spitze Boll (⊙)                        | 540,1           | Mittlerer Pfälzerwald                                      | Frankenweide                                              | Südwestpfalz; etwa 2 km südwestlich des Hermersbergerhofes                                                                           | Vollständig bewaldeter Bergkegel; urwaldartige Buchen- und Eichenbestände; Gipfel auf Wegen oder Pfaden nicht erreichbar; Kernzone „Quellgebiet der Wieslauter“ im Biosphärenreservat Pfälzerwald-Nordvogesen; Parkplatz am Hermersbergerhof. | Blick vom Winschertkopf bei Merzalben zur Spitzen Boll |
| Bobenthaler Knopf (⊙)                  | 533,9           | Wasgau                                                     | östlicher Teil, Mundatwald                                | Südwestpfalz; etwa 1,5 km östlich von Bobenthal                                                                                      | Freistehende Bergkuppe; vollständig bewaldet (Mischwälder); Kernzone „Bobenthaler Knopf“ des Biosphärenreservats Pfälzerwald-Nordvogesen; auf z. T. markierten Wanderwegen von Süden her erreichbar; Ausgangspunkt Bobenthal | Bobenthaler Knopf Napoleon |
| Förlenberg (⊙)                         | 533,1           | Wasgau                                                     | Wasgauer Felsenland                                       | Südliche Weinstraße; etwa 2 km westlich von Leinsweiler                                                                              | Freistehender Kegelberg am Rand der Rheinebene; weitgehend bewaldet (Kiefern, in tieferen Regionen Edelkastanien, am Fuß Weinbau); auf einem östlichen Ausläufer des Föhrlenberges in 1,5 km Entfernung Burg Neukastel und am Hang der Slevogthof; Gipfel auf markierten Wanderpfaden erreichbar; Parkplatz „Ruine Scharfenberg“ an Trifelsstraße (Kreisstraße 2 Annweiler–Trifels) | Föhrlenberg |
| Kuhnenkopf (⊙)                         | 530,9           | Wasgau                                                     | Wasgauer Felsenland                                       | Südwestpfalz; etwa 900 m westlich von Nothweiler                                                                                     | Teil eines Bergrückens mit den Bergen von Norden nach Süden Beißenberg – Kuhnenkopf – Schloßberg mit Wegelnburg – Schloßberg mit Hohenburg (Elsass), am Gipfel Felsformation mit ausgebauter Aussichtsplattform, am unteren Osthang Naturschutzgebiet Zeppelinhalde | Kuhnenkopf |
| Steinberg (⊙)                          | 527,9           | Mittlerer Pfälzerwald                                      | Frankenweide                                              | Kaiserslautern; etwa 2 km südlich von Johanniskreuz                                                                                  | Hochflächenartige Bergform; Teil der pfälzischen Hauptwasserscheide; vollständig bewaldet; 200- bis 300-jährige Eichen- und Buchenwälder („Furniereichen“); über Waldwege erreichbar; Ausgangspunkt Parkplätze in Johanniskreuz | Burgalbursprung am Südhang |
| Steinkopf (⊙)                          | 527,3           | Mittlerer Pfälzerwald                                      | innere Waldgebiete                                        | Bad Dürkheim; etwa 6,6 km südwestlich von Bad Dürkheim                                                                               | Bergkuppe, Teil eines Höhenrückens, der sich vom Hinteren Stoppelkopf in nördlicher Richtung bis zur Russenkuppe oberhalb des Isenachtals erstreckt; vollständig bewaldet (meist Mischwald, u. a. Kiefern und Buchen); nur wenige 100 m südlich in einer Mulde die Ruine von Schloss Schaudichnichtum, etwa 1,5 km nördlich das heute als Forsthaus genutzte Schloss Kehrdichannichts; Gipfelbereich auf markierten Wanderwegen gut erreichbar, Gipfel selbst nur auf Waldschneisen; Ausgangspunkt Forsthaus Kehrdichannichts                                                                            | Felsen auf dem Steinkopf |
| Kippkopf (⊙)                           | 522,3           | Mittlerer Pfälzerwald                                      | Gräfensteiner Land                                        | Südwestpfalz; etwa 1,5 km südlich von Leimen                                                                                         | Höhenrückenberg; höchster Berg des Gräfensteiner Landes; vollständig bewaldet (Mischwald, hauptsächlich Laubwald); an Nordwestseite Felsformationen („Geisenschlupf“); Fritz Claus Gedenkstein am Beginn des Schamborner Tales; auf Waldwegen gut erreichbar, allerdings nicht zum eigentlichen Gipfel; Ausgangspunkt Leimen (Landesstraße 496) | Blick über Leimen zum Kippkopf |
| Winschertberg (⊙)                      | 521,0           | Mittlerer Pfälzerwald                                      | Gräfensteiner Land                                        | Südwestpfalz; etwa 2 km östlich von Merzalben                                                                                        | Langgestreckter Bergrücken zwischen Merzalbe und Wartenbach (Quellbach der Wieslauter); mehrere Gipfel, höchster Punkt auf dem Vorderen Winschertkopf; vollständig bewaldet (dichte Laubwälder); direkt gegenüber in südlicher Richtung Burg Gräfenstein; Aussichtsfelsen („Winschertfelsen“) auf dem Vorderen Winschertkopf; auf z. T. markierten Wanderwegen erreichbar; Ausgangspunkt Waldparkplatz „Burg Gräfenstein“ (Merzalben–Ende Kreisstraße 52) | Blick über das obere Wartenbachtal zum Winschertberg |
| Hahnenkopf (⊙)                         | 518,3           | Mittlerer Pfälzerwald                                      | Holzland                                                  | Südwestpfalz; 6 km östlich von Heltersberg                                                                                           | Wenig prägnante Bergkuppe, hochflächenartige Umgebung; höchste Erhebung des Holzlandes; vollständig bewaldet; im Umfeld 200- bis 300-jährige Eichen- und Buchenbestände; Gipfel auf Waldwegen nicht erreichbar; Ausgangspunkt Landesstraße 499 von Heltersberg nach Johanniskreuz | |
| Rahnfels (⊙)                           | 516,5           | Mittlerer Pfälzerwald                                      | innere Waldgebiete                                        | Bad Dürkheim; 5 km westlich von Bad Dürkheim                                                                                         | Trapezförmiger Berg; Felsblöcke des Mittleren Buntsandsteins (Karlstalschichten); vollständig bewaldet (Mischwald); vom Gipfelfelsen Panoramablick; auf Gipfelplateau unbewirtschaftete „Frankenthaler Hütte“; Überreste einer militärischen Einrichtung der US-Armee; Gipfel auf markierten Wanderwegen gut erreichbar; Fahrstraße bis zum Gipfel (Kreisstraße 31 Leistadt–Altleiningen + Stichstraße) | Rahnfels |
| Eckkopf (⊙)                            | 516,0           | Mittlerer Pfälzerwald                                      | Haardt                                                    | Bad Dürkheim; 3,5 km westlich von Deidesheim                                                                                         | Teil eines langgezogenen Höhenrückens; vollständig bewaldet; Panoramablick vom Aussichtsturm (AT); Gaststätte im AT; auf markierten Wanderwegen erreichbar; Ausgangspunkt Parkplätze an Kreisstraße 16 (Nähe Kurpfalz-Park) | Blick von Deidesheim zum Eckkopf (in Bildmitte) |
| Maimont (⊙)                            | 515,0           | Wasgau                                                     | Wasgauer Felsenland                                       | Südwestpfalz/ Kanton Weißenburg; etwa 1,5 km südlich von Petersbächel oder 1 km nördlich von Obersteinbach                           | Doppelkegel; auf dem Kamm deutsch-französische Grenze; vollständig bewaldet (Buchen, Eichen, Kiefern usw.); keltische Ringwallanlage am Hauptgipfel; auf Nebengipfel Felsenschale „Opferschale“; zahlreiche keltische und römische Funde; auf Nordgipfel „Friedenskreuz“ mit Panoramablick nach Norden; auf Südseite Burgruine Wasigenstein, auf Nordostseite Burgruine Blumenstein; auf markierten Wanderwegen erreichbar; Ausgangspunkt Wandererparkplatz „Wasigenstein“ an Departementstraße 150 (Obersteinbach–Wengelsbach) oder Wandererparkplatz „Haardt“ an Kreisstraße 43 (Schönau–Petersbächel) | Blick von der Hohen List über das Quellgebiet des Saarbachs zum Maimont |
| Krummer Ellenbogen (⊙)                 | 514,7           | Wasgau                                                     | östlicher Teil                                            | Südwestpfalz; etwa 1 km westlich von Reisdorf                                                                                        | Kegelrückenberg; vollständig bewaldet (Mischwald); Panoramablick vom Hirzeck (496 m), einem westlichen Ausläufer; am Westhang Hirzeck-Haus (bewirtschaftete PWV-Hütte); am Fuß „Seehof“ (Badeweiher); 2 km nördlich Burg Berwartstein; Gipfel auf Waldwegen nicht erreichbar; vom Parkplatz Hirzeck steiler Anstieg von etwa 500 m Länge Richtung Osten; Ausgangspunkt Forststraße Abzweigung Nähe Birkenhördt | Krummer Ellenbogen mit Hirzeck, dahinter der Höhenzug der Hohen Derst. Bild vom Napoleonfels aufgenommen.                                                                                      |
| Großer Eyberg (⊙)                      | 513,0           | Wasgau                                                     | westlicher Teil                                           | Südwestpfalz; etwa 4 km südwestlich von Dahn                                                                                         | Ovaler Kegelberg; vollständig bewaldet (Mischwald); Aussichtsturm (Stahlfachwerkturm), Panoramablick nach Süden und Westen; im Umfeld mehrere bizarre Felsgebilde; nur auf markierten Wanderpfaden erreichbar; Ausgangspunkt Parkplatz an öffentlicher Forststraße (Beginn in Dahn) | Großer Eyberg mit Aussichtsturm und Schutzhütte |
| Wetterberg (⊙)                         | 512,7           | Wasgau                                                     | Wasgauer Felsenland                                       | Südliche Weinstraße; 2 km nördlich von Waldhambach                                                                                   | Prägnanter Kegelberg; vollständig bewaldet (Kiefern, Edelkastanien); Gipfel nur auf Pfadspuren erreichbar; Ausgangspunkt Parkplatz „Windhof“ an Kreisstraße 2 (Trifelsstraße Annweiler–Trifels) | |
| Leiterberg (⊙)                         | 507,4           | Mittlerer Pfälzerwald                                      | Frankenweide                                              | Landkreis Kaiserslautern; etwa 3 km südwestlich von Waldleiningen                                                                    | Langgestreckter Höhenzug am nördlichen Rand der Frankenweide, 2 km östlich der Hauptwasserscheide; vollständig bewaldet (vorwiegend Laubwald); Haidhaldquelle am oberen Westhang; Feuchtbiotop „Leiterberger Platte“ im Gipfelbereich (Kernzone Biosphärenreservat Pfälzerwald-Nordvogesen); auf Waldwegen gut erreichbar; Ausgangspunkt Parkmöglichkeiten an Bundesstraße 48 Johanniskreuz–Hochspeyer, Nähe Stüterhof | |
| Mollenkopf (⊙)                         | 506,0           | Mittlerer Pfälzerwald                                      | Innere Waldgebiete                                        | Bad Dürkheim; etwa 2 km nördlich von Esthal                                                                                          | Langgezogener Höhenrückenberg; vollständig bewaldet (Mischwald, vor allem Kiefern, Buchen); im Gipfelbereich Sandsteinfelsen (Dolmen, Mollenkopffels); auf Wanderwegen erreichbar; Ausgangspunkt Parkplätze in Esthal | Gipfelbereich des Mollenkopf |
| Treutelsberg (⊙)                       | 503,7           | Wasgau                                                     | östlicher Teil                                            | Südliche Weinstraße; etwa 2 km nordwestlich von Klingenmünster                                                                       | Ausgedehnter Rückenberg mit Haupt- und Nebengipfeln am Rande der Rheinebene; vollständig bewaldet (Kiefern, Buchen, Edelkastanien usw.); Aussichtsturm (Martinsturm), z. T. Panoramablick; mehrere Burgen (Heidenschuh, Waldschlössel, Landeck); bizarre Felsformationen (Hundsfelsen); Gipfel nur auf markierten Wanderwegen erreichbar; Ausgangspunkte Parkplatz an Burg Landeck oder Parkplatz am Pfalzklinikum | Blick vom Rehbergturm nach Südosten Richtung Treutelsberg |
| Sommerberg (⊙)                         | 501,9           | Mittlerer Pfälzerwald                                      | Haardt                                                    | Neustadt an der Weinstraße; 2,1 km westlich von Diedesfeld                                                                           | Vollständig bewaldeter Rückenberg; 1,2 km südöstlich gelegener Vorberg der Hohen Loog; am Südosthang befindet sich ein Aussichtspunkt mit Wetterkreuz | Sommerberg von Alsterweiler aus gesehen |
| Kappelstein (⊙)                        | 498,0           | Wasgau                                                     | Wasgauer Felsenland                                       | Südwestpfalz; etwa 1 km südöstlich von Nothweiler                                                                                    | Kegelrückenberg; vollständig bewaldet (Mischwald); im Gipfelbereich deutsch-französische Grenze; Aussichtspunkt; durch Litschbachtal von Wegeln- und Hohenburg getrennt; Gipfel auf Wald- und markierten Wanderwegen erreichbar; Ausgangspunkt Parkplätze in Nothweiler und am Gimbelhof | Kappelstein von der Burgruine Löwenstein aus gesehen |
| Sonnenberg (⊙)                         | 497,1           | Wasgau                                                     | Wasgauer Felsenland                                       | Südliche Weinstraße; etwa 1 km südöstlich von Annweiler                                                                              | Prägnanter Kegelberg; vollständig bewaldet (Buchen, Eichen, Kiefern usw.); im Gipfelbereich umfangreiche Felsformationen, namengebend für eine Schicht des Unteren Buntsandsteins: „Trifelsschichten“; rekonstruierte Felsenburg Trifels; umfassender Panoramablick; Gipfel auf steilem Fußweg gut erreichbar; Ausgangspunkt Parkplatz „Schlossäcker“ an der Kreisstraße 2 (Trifelsstraße Annweiler–Trifels) | Sonnenberg mit Trifels |
| Hoher Kopf (Schweigen-Rechtenbach) (⊙) | 496,8           | Wasgau                                                     | östlicher Teil, Mundatwald                                | Südliche Weinstraße; etwa 3 km westlich von Schweigen-Rechtenbach                                                                    | Prägnante Bergkuppe eines langgezogenen Höhenrückens, der sich von der Hohen Derst ins Lautertal hinabzieht; vollständig bewaldet (Mischwald); Gipfel auf Waldwegen nicht erreichbar; Ausgangspunkt Parkplätze in Schweigen-Rechtenbach | |
| Stabenberg (⊙)                         | 496,0           | Mittlerer Pfälzerwald                                      | Haardt                                                    | Stadtgebiet Neustadt; etwa 2 km westlich von Stadtteil Königsbach                                                                    | Ausgedehnter Höhenrücken, vollständig bewaldet (Kiefern, untergemischte Buchen u. ä.); auf dem Gipfel Aussichtswarte von 6 Metern Höhe; Panoramablick nur eingeschränkt möglich; Gipfel nur auf markierten Wanderwegen erreichbar; Ausgangspunkt Forststraße von Gimmeldingen, Parkplatz „Looganlage“ | Blick von Deidesheim auf den Stabenberg |
| Leuchtenberg (⊙)                       | 491,5           | Unterer bzw. Nördlicher Pfälzerwald/ Mittlerer Pfälzerwald | Leininger Sporn                                           | Bad Dürkheim; etwa 3 km südöstlich von Hertlingshausen                                                                               | Teil eines Höhenrückens, der sich vom Kieskautberg nach Nordosten erstreckt; Übergangsbereich zwischen Stumpfwald und Leiniger Sporn; vollständig bewaldet (Mischwald); auf Waldwegen erreichbar; Ausgangspunkt Hertlingshausen | |
| Jüngstberg (⊙)                         | 491,1           | Wasgau                                                     | Wasgauer Felsenland                                       | Südwestpfalz; etwa 1,5 km östlich von Bruchweiler-Bärenbach                                                                          | Prägnanter Kegelberg mit relativ hoher Prominenz; dichte Bewaldung (Kiefern, Buchen), am Fuß Wiesengelände; Aussichtsfelsen im Gipfelbereich; nur auf markierten Wanderpfaden erreichbar; Ausgangspunkt z. B. Bruchweiler-Bärenbach | Jüngstberg, im Vordergrund Bruchweiler-Bärenbach. Das Bild wurde vom Napoleonsfels aufgenommen.                                                                                                |
| Nollenkopf (⊙)                         | 490,3           | Mittlerer Pfälzerwald                                      | Haardt                                                    | Stadtgebiet Neustadt an der Weinstraße; etwa 2 km südwestlich der Kernstadt                                                          | Teil eines langgezogenen Bergrückens, der sich von der Hohen Loog nach Nordosten erstreckt; vollständig bewaldet, hauptsächlich Kiefern, an begünstigten Standorten auch Edelkastanien; 3 Inschriftensteine auf Gipfel; am Nordhang Kulturdenkmal Waldmannsburg; 2 km südöstlich das Hambacher Schloss; Gipfel auf markierten Wanderwegen erreichbar; Ausgangspunkt Parkmöglichkeiten am Stadtrand von Neustadt | Nollenkopf |
| Peterskopf (⊙)                         | 487,1           | Mittlerer Pfälzerwald                                      | Haardt                                                    | Bad Dürkheim; etwa 3 km südwestlich von Leistadt                                                                                     | Ausgedehnter Rückenberg mit mehreren Teilgipfeln; vollständig bewaldet (Kiefern, Buchen); historische Stätten aus keltischer und römischer Zeit (Teufelsstein, Heidenmauer und Kriemhildenstuhl); Aussichtsturm (Bismarckturm) mit Gastwirtschaft; umfassender Panoramablick; Gipfel auf Wanderweg erreichbar; Ausgangspunkt Parkplatz „Lindemannsruh“ an Kreisstraße 31 Leistadt–Altleiningen | Blick von Osten auf den Peterskopf bei Bad Dürkheim |
| Hahnenberg (⊙)                         | 486,8           | Mittlerer Pfälzerwald                                      | Holzland                                                  | Südwestpfalz; etwa 4 km nördlich von Leimen                                                                                          | Ausgedehntes Hochplateau; im Süden und Osten Schwarzbachtal; vollständig bewaldet (Mischwald, vor allem alte Laubholzbestände); sehr abgelegen; Gipfel auf Waldwegen nicht erreichbar; Ausgangspunkt Landesstraße 499 (Heltersberg – Leimen) | |
| Abtskopf (⊙)                           | 486,6           | Wasgau                                                     | östlicher Teil                                            | Südliche Weinstraße; etwa 1,5 km nördlich von Blankenborn                                                                            | Kegelrückenberg; vollständig bewaldet (Mischwald); Schutzhütte und Umsetzer im Gipfelbereich; auf Waldwegen erreichbar; Ausgangspunkt Parkplätze in Blankenborn oder Silz. | Baumbestand auf dem Abtskopf |
| Großer Pfaffenkopf (⊙)                 | 486,0           | Mittlerer Pfälzerwald                                      | innere Waldgebiete                                        | Bad Dürkheim; 2,3 km östlich von Weidenthal                                                                                          | Kegelberg, vollständig bewaldet, am Nordwesthang befinden sich die Ruine und das Forsthaus „Alte Glashütte“, ein Selbstversorgerhaus der PWV-Ortsgruppe Lambrecht | Großer Pfaffenkopf |
| Großer Mückenkopf (⊙)                  | 484,9           | Wasgau                                                     | westlicher Teil                                           | Südwestpfalz; etwa 4 km nördlich von Fischbach                                                                                       | Kegelberg; vollständig bewaldet; sehr abgelegen; ehemalige Feuerleitstelle einer NIKE-Flugabwehrstellung der United States Army; Gipfel auf ehemaliger Militärstraße von Dahn aus leicht erreichbar. | Kleiner und Großer Mückenkopf im linken Bildbereich, rechts davon der markante Bergrücken des Kaletschkopf. Im Vordergrund der „Kauert“ mit dem Fernmeldeturm. Bild vom Römerfels aufgenommen. |
| Stäffelsberg (⊙)                       | 480,8           | Wasgau                                                     | östlicher Teil, Mundatwald                                | Südliche Weinstraße, etwa 1 km westlich von Dörrenbach                                                                               | Kegelrückenberg am Rheingrabenrand, östlicher Ausläufer der Hohen Derst; vollständig bewaldet (Kiefern, Edelkastanien); Aussichtsturm (Stäffelsbergturm), umfassender Panoramablick; etwa 1 km nordöstlich Kolmerkapelle (Wallfahrtskirche); nur auf markierten Wanderwegen erreichbar; Ausgangspunkt Parkplätze in Dörrenbach | Aussichtsturm auf dem Stäffelsberg |
| Wolfshorn (⊙)                          | 476,7           | Wasgau                                                     | Wasgauer Felsenland                                       | Südwestpfalz; etwa 2 km westlich von Schwanheim                                                                                      | Prägnanter Kegelrückenberg; vollständig bewaldet (Mischwald); im Umkreis bizarre Felsformationen (Sportklettern); am Nordhang Wanderheim Dicke Eiche des PWV; am Fuße Quelle der Queich; Gipfel selbst nicht auf Waldwegen erreichbar; Ausgangspunkte Schwanheim oder Bärenbrunnerhof | Wanderheim Dicke Eiche |
| Rothenberg (⊙)                         | 476,3           | Wasgau                                                     | östlicher Teil                                            | Südliche Weinstraße, etwa 1 km südwestlich von Eschbach                                                                              | Doppelgipfliger Rückenberg am Rheingrabenrand; vollständig bewaldet (Kiefern, Buchen, Edelkastanien); Madenburg auf südöstlichem Gipfel; umfassendes Panorama; Hauptgipfel auf Wanderwegen nicht erreichbar; mehrere Wanderwege zur Madenburg; Ausgangspunkt Waldparkplatz zwischen Rothenberg und Schletterberg oder Parkplätze in Eschbach | Rothenberg mit Madenburg: Blick von Osten Nähe Leinsweiler |
| Hermerskopf (⊙)                        | 476,2           | Mittlerer Pfälzerwald                                      | Holzland                                                  | Südwestpfalz; etwa 3 km nordwestlich von Leimen                                                                                      | Langgestreckter Höhenrücken oberhalb des Schwarzbachtals; vollständig bewaldet (Buchen Eichen, Kiefern, Fichten); am Fuße der Hermersbrunnen; auf markierten Wanderwegen Nähe des Gipfels erreichbar, Gipfel selbst nicht; Ausgangspunkt Kreisstraße 32 (Waldfischbach–Leimen) im Schwarzbachtal | |
| Hohe List (⊙)                          | 475,8           | Wasgau                                                     | westlicher Teil                                           | Südwestpfalz; etwa 5 km östlich von Eppenbrunn                                                                                       | Einsamer Kegelberg auf der Pfälzischen Hauptwasserscheide; ausgedehnte Mischwälder (hauptsächlich Laubhölzer); in der Nähe ehemaliges Forsthaus „Hohe List“ (heute PWV-Wanderheim); nur auf Waldwegen erreichbar; Ausgangspunkt Waldparkplatz „Eselssteige“ an Landesstraße 472 Eppenbrunn–Fischbach | Wanderheim Hohe List |
| Hummelberg (⊙)                         | 474,7           | Wasgau                                                     | westlicher Teil                                           | Südwestpfalz; etwa 2 km nordöstlich von Lemberg                                                                                      | Prägnanter Rückenberg mit mehreren Teilgipfeln; vollständig bewaldet (Mischwald); auf Bergkamm mehrere Aussichtsfelsen, u. a. Ruppertstein (Reste einer Wehranlage); auf westlichem Ausläufer Burg Lemberg; auf markiertem Wanderweg gut erreichbar; Ausgangspunkt Parkplatz „Burg Lemberg“ oder in Lemberg selbst | Ruppertstein |
| Bierenberg (⊙)                         | 474,6           | Mittlerer Pfälzerwald                                      | innere Waldgebiete                                        | Bad Dürkheim; etwa 1 km südöstlich von Iggelbach                                                                                     | Langgezogener Rückenberg zwischen Helmbach (südlich) und Iggelbach (nördlich); vollständig bewaldet (Mischwald); auf Gipfel Gedenkstein | Denkstein auf dem Bierenberg |
| Behängtköpfel (⊙)                      | 473,1           | Mittlerer Pfälzerwald                                      | Gräfensteiner Land                                        | Südwestpfalz; etwa 0,5 km nordwestlich von Leimen                                                                                    | Wenig ausgeprägte Bergkuppe; teilweise bewaldet, an Südostfuß Wohnbebauung und Sportplatz der Gemeinde Leimen; am Westhang Quelle des Rauschenbaches | |
| Großer Hausberg (⊙)                    | 473,0           | Mittlerer Pfälzerwald/ Westricher Hochfläche               | nordwestliche Waldgebiete/ Sickinger Höhe                 | Kaiserslautern; 2 km östlich von Bann                                                                                                | Hochflächenartiger Rückenberg; westlichste Erhebung des Pfälzerwaldes; Übergang zur Westricher Hochfläche; Überdeckung des Buntsandsteins durch Formationen des Unteren Muschelkalks; nur teilweise bewaldet, auf Ostseite Laubmischwald, Gipfelbereich und Westseite gerodete Flächen (Grünland, Ackerbau); Gipfel auf gesperrtem Wirtschaftsweg gut erreichbar; Ausgangspunkt Parkplätze in Bann | Blick über Bann zum Großen Hausberg |
| Bauwalder Kopf (⊙)                     | 473,0           | Mittlerer Pfälzerwald                                      | Gräfensteiner Land                                        | Südwestpfalz; etwa 3 km östlich von Münchweiler                                                                                      | Prägnante Bergkuppe zwischen Wieslauter und Rodalb; vollständig bewaldet (Mischwälder, vor allem Laubhölzer); Aussichtsfelsen; auf Waldwegen erreichbar; Ausgangspunkt Münchweiler | |
| Erlenkopf (⊙)                          | 472,1           | Wasgau                                                     | westlicher Teil                                           | Südwestpfalz; etwa 5 km südöstlich von Eppenbrunn                                                                                    | Einsamer Kegelberg auf der Pfälzischen Hauptwasserscheide; ausgedehnte Mischwälder (Buchen, Eichen); deutsch-französische Grenze nur wenige 100 m südlich; am Nordwesthang Rodungsflächen der Wüstung Erlenkopf; Gipfel auf Waldwegen nicht erreichbar; Ausgangspunkt Waldparkplatz „Eselssteige“ an L 478 (Eppenbrunn–Fischbach bei Dahn) | Ritterstein 195 am Nordwesthang |
| Weilerskopf (⊙)                        | 469,8           | Mittlerer Pfälzerwald                                      | Haardt/ Leininger Sporn                                   | Bad Dürkheim; etwa 2 km westlich von Leistadt                                                                                        | Teil eines Systems von Höhenzügen, die am Heidenfels und Peterskopf ihren Ausgang nehmen; vollständig bewaldet (vorwiegend Kiefernwald); auf dem Gipfel Fernmeldeturm der Deutschen Telekom; im Gipfelbereich Felsbildungen der Karlstalschichten („Gebetsfelsen“, „Teufelsmauer“); auf Wanderwegen gut erreichbar; Ausgangspunkt Parkplatz „Lindemannsruhe“ an L 518 (Leistadt–Altleiningen) | Blick von Osten zum Weilerskopf mit dem Fernmeldeturm Weilerskopf |
| Hoher Kopf (Lemberg) (⊙)               | 467,4           | Wasgau                                                     | westlicher Teil                                           | Südwestpfalz; etwa 6 km östlich von Eppenbrunn                                                                                       | Langgezogener Höhenrücken; vollständig bewaldet (Mischwald); sehr abgelegen; bis in die Nähe des Gipfels auf Waldwegen erreichbar; Ausgangspunkt z. B. Waldparkplatz „Eselssteige“ an L 478 (Eppenbrunn–Fischbach bei Dahn) | |
| Großer Florenberg (⊙)                  | 465,0           | Wasgau                                                     | Wasgauer Felsenland                                       | Südwestpfalz; etwa 1,5 km südwestlich von Petersbächel oder 2 km nördlich von Obersteinbach                                          | Langgezogener Rückenberg, der sich vom Zollstocksattel bis zum Bayerischen Windstein erstreckt; vollständig bewaldet (Mischwald); deutsch-französische Grenze etwa 0,5 bis 1,5 km südlich; Aussichtsfelsen Bayerischer Windstein (Panoramablick nach Süden und Westen); im Umkreis von etwa 2 km mehrere Felsenburgen (Wasigenstein, Lützelhardt); auf markierten Wanderwegen erreichbar, Gipfel selbst allerdings nicht; Ausgangspunkt z. B. Parkplätze in Petersbächel | Großer Florenberg von Petersbächel aus |
| Rothenberg (⊙)                         | 462,4           | Wasgau                                                     | Wasgauer Felsenland                                       | Südliche Weinstraße; nördlich von Wernersberg westlich von Annweiler                                                                 | Vollständig bewaldet (Mischwald); kein Wanderweg zum Gipfel, aber Rundwege um den Berg, Rödelstein als markantes Bandsandsteinfelsband auf der Nordostflanke, Aussichtsfelsen Wachtfels an der Südseite | Rothenberg (Weinersberg) |
| Ebersberg (⊙)                          | 462,1           | Wasgau                                                     | Wasgauer Felsenland                                       | Südliche Weinstraße; etwa 1,5 km südwestlich von Annweiler                                                                           | Vollständig bewaldet (Mischwald); kein Wanderweg zum Gipfel, aber Rundweg mit zwei Aussichtspunkten mit Panoramablick „Trifelsblick“ und „Wasgaublick“, Zugang über Aufstieg von der Trifelsruhe oder der Klettererhütte | Ebersberg (Wasgau) |
| Winterberg (⊙)                         | 460,8           | Wasgau                                                     | Wasgauer Felsenland                                       | Südwestpfalz; etwa 2 km östlich von Erfweiler                                                                                        | Prägnanter Rückenberg; vollständig bewaldet (Mischwald); am Südhang eine Reihe bizarrer Felsformationen (Unterer Buntsandstein: Trifelsschichten); im Langenbachtal Landschaftsweiher; „Winterkirchel“ (Wallfahrtskapelle) auf Südostseite am früheren „Schuhmacher-Weg“; von Erfweiler Kreuzweg zum Winterkirchel; Gipfel auf Waldwegen erreichbar; Ausgangspunkt Erfweiler | Hahnenbergfels |
| Kieskautberg (⊙)                       | 460,6           | Unterer bzw. Nördlicher Pfälzerwald/ Mittlerer Pfälzerwald | Stumpfwald/ Diemersteiner Wald                            | Bad Dürkheim; etwa 2,5 km südlich von Hertlingshausen                                                                                | Langgezogener Höhenrücken im Übergangsbereich zwischen Stumpfwald (nördlich) und Diemersteiner Wald (südwestlich); vollständig bewaldet (Mischwälder); auf markierten Wanderwegen erreichbar; Ausgangspunkt z. B. Hertlingshausen | |
| Rötzenberg (⊙)                         | 459,1           | Wasgau                                                     | Wasgauer Felsenland                                       | Südliche Weinstraße; etwa 1 km westlich von Gossersweiler                                                                            | Kegelberg; vollständig bewaldet (hauptsächlich Kiefern mit untergemischten Buchen); zahlreiche Sandsteinformationen (Unterer Buntsandstein – Trifelsschichten); wichtige Felsen: Isselmannsteine, Rötzenfels (Panoramasicht; Brutstätte von Wanderfalken); Gipfel auf markierten Wanderpfaden erreichbar; Ausgangspunkt Parkplätze in Gossersweiler oder Dimbach. | Blick von Süden auf den Rötzenberg |
| Schloßberg (Lemberg) (⊙)               | 457,9           | Wasgau                                                     | westlicher Teil                                           | Südwestpfalz; etwa 0,5 km nördlich von Lemberg (Ortsmitte)                                                                           | Kegelförmiger Berg; Teil eines Systems von Höhenzügen und Kegelbergen; teilweise bewaldet, im unteren Bereich Wohnbebauung; im Umkreis verschiedene Felsformationen (Mittlerer Buntsandstein: Karlstalschichten, Obere Felszone); auf Gipfel Felsenburg Lemberg mit Burgeninformationszentrum und Burgschänke; vom Gipfel umfassender Panoramablick; auf Fahrweg sehr gut erreichbar; Ausgangspunkt Parkplätze in Lemberg | Burg Lemberg auf dem Schloßberg |
| Großer Breitenberg (⊙)                 | 457,0           | Wasgau                                                     | Wasgauer Felsenland                                       | Südwestpfalz; nördlich von Wilgartswiesen                                                                                            | Rückenberg, vollständig bewaldet (Mischwald), markante Felsformationen am Südhang (Deichenwand mit Aussichtsplattform, Kuhfels, Eselsfels). | Großer Breitenberg – Deichenwand |
| Hühnerstein (⊙)                        | 455,7           | Wasgau                                                     | Wasgauer Felsenland                                       | Südwestpfalz; etwa 1 km westlich von Schwanheim                                                                                      | Kegelrückenberg, Teil eines langgezogenen Bergkammes, der sich vom Puhlstein in nördlicher Richtung bis zum Weimerskopf erstreckt; vollständig bewaldet (Mischwald); auf Gipfel 12 m hoher Felsturm („Hühnerstein“), von dort umfassendes Panorama; auf markierten Wanderwegen erreichbar, Hühnersteinturm selbst auf Eisenleiter besteigbar; Ausgangspunkt Wandererparkplatz in Schwanheim. | Hühnerstein |
| Höllenberg (⊙)                         | 455,2           | Wasgau                                                     | Wasgauer Felsenland                                       | Südwestpfalz; zwischen Spirkelbach und Lug                                                                                           | etwa 3 km langer Rückenberg mit Nord- (455,2 m) und Südgipfel (450,2 m), vollständig bewaldet, am Berg befinden sich mit dem Höllenfelsen, dem Friedrichsfels, der Laubendöllwand und der Kieselbachwand am Südhang und dem Großen und Kleinen Ferkelstein am Nordhang markante Buntsandsteinfelsen. | Höllenberg |
| Kleiner Hahnstein (⊙)                  | 451,2           | Wasgau                                                     | Wasgauer Felsenland                                       | Südliche Weinstraße; etwa 0,75 km nordöstlich von Waldrohrbach                                                                       | Kegelrückenberg südlich des Rehberges, vollständig bewaldet mit markanten Buntsandsteinfelsen am Gipfel; auf Wanderpfad erreichbar | Kleiner Hahnstein |
| Krummes Eck (⊙)                        | 449,3           | Mittlerer Pfälzerwald                                      | Diemersteiner Wald                                        | Bad Dürkheim; etwa 3,5 km nördlich von Diemerstein                                                                                   | Teil eines langgezogenen Höhenrückens, der den Diemersteiner Wald von Nord nach Süd durchquert; vollständig bewaldet (Mischwald); auf Waldwegen erreichbar; Ausgangspunkt z. B. Diemerstein | |
| Puhlstein (⊙)                          | 447,6           | Wasgau                                                     | Wasgauer Felsenland                                       | Südwestpfalz; etwa 2 km östlich von Busenberg                                                                                        | Prägnanter Kegelrückenberg; vollständig bewaldet, vorwiegend Kiefern; auf Bergkamm bizarre Felsformationen (Puhlsteinkette, mehrere Aussichtspunkte); am Südgipfel Puhlsteinpfeiler (über 50 m hohe Felswand), umfassendes Panorama; Gipfel wie auch Puhlsteinpfeiler für Wanderer erreichbar; Ausgangspunkt Parkplatz „Hexenplätzel“ in Busenberg | Busenberg, dahinter der Puhlstein (Budelstein). Aufgenommen vom Sprinzel (Dickenbergpfeiler)                                                                                                   |
| Löffelsberg (⊙)                        | 445,0           | Wasgau                                                     | Wasgauer Felsenland                                       | Südwestpfalz; etwa 2 km nördlich von Busenberg                                                                                       | Kegelrückenberg; vollständig bewaldet (Mischwald); vor allem am Ost- und Südhang mehrere Sandsteinfelsen (Unterer Buntsandstein, Rehberg- und Trifelsschichten); Aussicht; Umrundung auf markiertem Wanderweg, eigentlicher Gipfel auf Wanderweg nicht erreichbar; Ausgangspunkt Parkplätze in Busenberg. | |
| Hohe Bühl (⊙)                          | 443,6           | Unterer bzw. Nördlicher Pfälzerwald                        | Stumpfwald                                                | Bad Dürkheim/Donnersbergkreis; etwa 3 km westlich von Hertlingshausen                                                                | Vollständig bewaldete Bergkuppe; auf Gipfel kleiner Aussichtsturm; wenige 100 m südlich Autobahn 6 Saarbrücken–Mannheim; am Nordhang Quelle des Eisbachs; Gipfel auf Waldwegen oder Waldschneisen erreichbar; Ausgangspunkt Hertlingshausen | |
| Hoher Kopf (Hauenstein) (⊙)            | 442,6           | Wasgau                                                     | Wasgauer Felsenland                                       | Südwestpfalz; etwa 2 km südlich von Hauenstein                                                                                       | Langgestreckter Kegelrückenberg; vollständig bewaldet (hauptsächlich Nadelwald); im Westen Queichtal (Stephanstal) mit mehreren Fischweihern und Paddelweiher, gefasste Queichquelle etwa 1 km südlich; verschiedene Felsformationen z. B. Stephansturm; Gipfel auf Waldwegen nicht erreichbar; Ausgangspunkt Ortsausgang Hauenstein | Hoher Kopf mit dem Stephansturm |
| Großer Biesenberg (⊙)                  | 440,4           | Wasgau                                                     | westlicher Teil                                           | Südwestpfalz; etwa 4 km nordwestlich von Ludwigswinkel                                                                               | Langgezogener Rückenberg; vollständig bewaldet (Buchen, Eichen, Fichten); sehr einsame Lage; Quellgebiet des Saarbaches (Sauer); Gipfel auf Waldwegen nicht erreichbar; Ausgangspunkt Waldparkplatz „Eselssteige“ an Landesstraße 478 (Eppenbrunn – Fischbach b. Dahn) | Blick vom Reitersprung (Nähe Hohe List) zum Biesenberg |
| Schloßberg (Vorderweidenthal) (⊙)      | 437,6           | Wasgau                                                     | Wasgauer Felsenland                                       | Südliche Weinstraße; etwa 2,5 km nordöstlich von Vorderweidenthal                                                                    | Prägnanter Kegelberg; vollständig bewaldet (Mischwald, vorwiegend Buchen); auf Gipfel Felsenburg Lindelbrunn; umfassendes Panorama („Wasgau-Blick“); am Fuß des Berges „Cramerhaus“ (PWV-Haus); auf markiertem Wanderweg erreichbar; Ausgangspunkt Wandererparkplatz am Cramerhaus, Kreisstraße 10 von Vorderweidenthal aus | Schlossberg mit Burg Lindelbrunn |
| Kleiner Arius (⊙)                      | 433             | Mittlerer Pfälzerwald                                      | Südwestpfalz                                              | östlich von der Stadt Pirmasens | Rückenberg; vollständig bewaldet; mehrere als Naturdenkmale ausgewiesene Buntsandsteinfelsformationen (Hubertuswand (ND-7317-183), Felsentor (ND-7317-189) und Geißenfelsen (ND-7317-174)); auf markiertem Wanderpfad Pirmasenser Felsenwald erreichbar | Felsentor |
| Hoher Kopf (Birkenhördt) (⊙)           | 430,8           | Wasgau                                                     | östlicher Teil, Mundatwald                                | Südwestpfalz (westlicher Teil), Südliche Weinstraße (östlicher Teil); etwa 1 km südöstlich von Lauterschwan                          | Kegelrückenberg, Teil eines komplexen Systems von Höhenzügen, das vom Krummen Ellenbogen im Westen bis zum Steinköpfl im Osten reicht; vollständig bewaldet (Mischwald) | Birkenhördter Linde am Osthang |
| Spitzkopf (⊙)                          | 429,0           | Mittlerer Pfälzerwald                                      | Diemersteiner Wald                                        | Bad Dürkheim; etwa 2,5 km nordöstlich von Frankenstein                                                                               | Kleine Bergkuppe nördlich des Bergsattels „Auf der Steig“ (B 37); Teil eines langgezogenen Höhenrückens, der sich von Nord nach Süd zwischen Isenachtal im Osten und Erlenbachtal im Westen erstreckt; vollständig bewaldet (Mischwald); auf Waldwegen erreichbar | |
| Großer Humberg (⊙)                     | 427,9           | Mittlerer Pfälzerwald                                      | nordwestliche Waldgebiete                                 | Stadtgebiet Kaiserslautern; etwa 4 km südlich der Kernstadt                                                                          | Langgestreckter Höhenrücken; südliche Abgrenzung der Kaiserslauterer Senke; vollständig bewaldet (Mischwald); Aussichtsturm (Humbergturm) wenige 100 m westlich des Hauptgipfels, umfassender Panoramablick; auf markierten Wanderwegen gut zu erreichen; Ausgangspunkt z. B. Parkplatz „Bremerhof“, südlicher Stadtrand von Kaiserslautern | Der Humbergturm auf dem Humberg |
| Königsberg (⊙)                         | 427,3           | Mittlerer Pfälzerwald                                      | Haardt                                                    | Neustadt an der Weinstrasse; etwa 3 km westlich der Kernstadt                                                                        | 2 km langer Rückenberg mit Ost- (421 m) und Westgipfel (427,3 m), vollständig bewaldet, Reste einer keltischen Fliehburg am Ostgipfel, Hügelgräberfeld am Westgipfel, Höhlen und Hohlräume (Bruderhäuschen, Heidenloch, Dampfloch) | Königsberg |
| Schloßberg (Frankenstein) (⊙)          | 424,3           | Mittlerer Pfälzerwald                                      | innere Waldgebiete                                        | Kaiserslautern; etwa 1,5 km westlich von Frankenstein                                                                                | Teil eines langgestreckten Bergrückens, im Norden Hochspeyerbach, im Süden Leinbach; auf einem Felssporn im Osten Burg Frankenstein; unter der Burg Schlossbergtunnel der Bahnstrecke Mannheim–Saarbrücken; auf markierten Wanderwegen gut erreichbar; Ausgangspunkt Frankenstein | Burg Frankenstein auf dem Schlossberg |
| Wolfskaut (⊙)                          | 424,1           | Mittlerer Pfälzerwald                                      | Holzland                                                  | Südwestpfalz; etwa 2 km östlich von Schmalenberg                                                                                     | Teil eines hochflächenartigen Höhenrückens; im Nordosten Tal der Moosalb; vollständig bewaldet (Mischwald, vorwiegend Buchen und Kiefern); Gipfel auf nicht markierten Waldwegen erreichbar; Ausgangspunkt Parkplätze in Schmalenberg | |
| Schloßberg (Diemerstein) (⊙)           | 423,8           | Mittlerer Pfälzerwald                                      | Diemersteiner Wald                                        | Kaiserslautern; etwa 3 km nordwestlich von Frankenstein                                                                              | Hochflächenartige Bergform; vollständig bewaldet (Mischwald); am Südosthang Sandsteinfelsen („Hartfelsen“); ebenfalls südöstlich derzeit nicht genutzte Freilichtbühne; auf Felssporn im Glasbachtal Burg Diemerstein; Gipfel auf Waldwegen erreichbar; Ausgangspunkt z. B. Parkplätze in Diemerstein | Rattenfels auf dem Schlossberg |
| Göckelberg (⊙)                         | 422,1           | Mittlerer Pfälzerwald                                      | Frankenweide                                              | Südwestpfalz (Göckelberg, westlicher Teil); Südliche Weinstraße (Göckelberg, östlicher Teil); etwa 2,5 km östlich von Wilgartswiesen | Langgestreckter Höhenrücken mit mehreren Teilgipfeln zwischen Queich (im Südosten), Wellbach (im Osten) und Freischbach (im Nordwesten), Mischwald, vorwiegend Kiefern mit untergemischten Buchen; prägnante Felsformationen (Unterer Buntsandstein, Trifelsschichten) u. a. die Felsenburg Wiligartaburg im Südteil; teilweise auf Waldwegen erreichbar, Gipfelbereich nicht; Ausgangspunkt Wilgartswiesen Parkplatz am Sportplatz | Göckelberg bei Wilgartswiesen: Blick vom Bahnhof auf seine Südseite |
| Hochberg (Dahn) (⊙)                    | 420,9           | Wasgau                                                     | Wasgauer Felsenland                                       | Südwestpfalz, etwa 2 km nordwestlich von Dahn                                                                                        | Ovaler Kegelrückenberg; vollständig bewaldet, Mischwald (Kiefern, untergemischte Buchen); im Umkreis bizarre Felsformationen (Unterer Buntsandstein: Trifels- und Rehbergschichten) | |
| Heidenberg (⊙)                         | 419,6           | Wasgau                                                     | Wasgauer Felsenland                                       | Südwestpfalz; etwa 1,5 km westlich von Erlenbach                                                                                     | Kegelrückenberg; vollständig bewaldet (vorwiegend Nadelwald); mehrere Felsbildungen; an Südostseite „Schlüsselfels“ bzw. „Heidenfels“, fast 60 m hohe Felswand, Panoramasicht nach Süden, Osten und Westen; an Westseite „Buchkammerfels“, Panoramasicht nach Norden; Felskammern („Buchkammern“); beide Felsen auf markiertem Wanderpfad erreichbar; Ausgangspunkt z. B. Parkplatz am „Weißensteiner Hof“, Stichstraße von Bundesstraße 427, Abzweigung Nähe Busenberg | Im Vordergrund die Ruine Drachenfels, dahinter die Nordwestflanke des Heidenbergs. Am rechten Bildrand ist der Buchkammerfels zu sehen. Aufgenommen vom Sprinzel (Dickenbergpfeiler)           |
| Heidenkopf (⊙)                         | 419,6           | Unterer bzw. Nördlicher Pfälzerwald                        | Otterberger Wald                                          | Kaiserslautern/ Donnersbergkreis; etwa 1,5 km östlich von Schneckenhausen                                                            | Bergkuppe von relativ geringer Prägnanz; teilweise bewaldet, aber auch Freiflächen mit Ackerbau und Grünlandbewirtschaftung; fließender Übergang der letzten Ausläufer des Pfälzerwaldes in die offenen Strukturen des Nordpfälzer Berglands, Ablösung des Buntsandsteins durch Gesteine des Permokarbons; auf Wirtschaftswegen gut erreichbar; Ausgangspunkt Schneckenhausen | |
| Hoher Kopf (Bobenthal) (⊙)             | 417,4           | Wasgau                                                     | östlicher Teil, Mundatwald                                | Südwestpfalz (westlicher Teil), Südliche Weinstraße (östlicher Teil); etwa 1 km nördlich vom Germanshof                              | Schmaler Rückenberg von geringer Prominenz, Teil eines langgezogenen Höhenzuges, der sich von der Hohen Derst bis zum Lautertal erstreckt; vollständig bewaldet (Mischwald) | |
| Glasberg (⊙)                           | 416,7           | Mittlerer Pfälzerwald                                      | Südwestpfalz                                              | etwa 1,4 km östlich von der Stadt Pirmasens                                                                                          | Rückenberg; vollständig bewaldet; mehrere als Naturdenkmale ausgewiesene Buntsandsteinfelsformationen (Luitpoldfelsen (ND-7317-191), Gebrochener Felsen (ND-7317-184) und Schillerwand (ND-7317-185)) an der Südostseite; auf markiertem Wanderpfad Pirmasenser Felsenwald erreichbar | Schillerwand |
| Mäuerle (⊙)                            | 412,4           | Wasgau                                                     | Wasgauer Felsenland                                       | Südwestpfalz; etwa 1 km nördlich von Nothweiler                                                                                      | Kegelberg; vollständig bewaldet; mehrere Buntsandsteinfelsformationen an der Südseite; auf markiertem Wanderpfad erreichbar | Mäuerle vom Nothweiler aus gesehen |
| Brechenberg (⊙)                        | 406,9           | Wasgau                                                     | westlicher Teil                                           | Südwestpfalz; etwa 2,5 km südwestlich von Eppenbrunn                                                                                 | Schmaler Rückenberg, an seinem Ende deutsch-französische Grenze; vollständig bewaldet (Hainsimsen-Buchenwald); auf seinem Rücken Felsenriff aus Mittlerem Buntsandstein von fast 2 km Länge (Naturdenkmal Altschlossfelsen), vielfältige Verwitterungserscheinungen (z. B. Wabenverwitterung); Funde aus Hallstatt- und Römerzeit; Anzeichen einer mittelalterlichen Burg; Aussichtspunkt auf Südgipfel; auf Wanderwegen erreichbar; Ausgangspunkt Wandererparkplatz Spießweiher Nähe L 478 | Altschlossfelsen auf dem Brechenberg |
| Großer Schweinsberg (⊙)                | 405,7           | Mittlerer Pfälzerwald                                      | innere Waldgebiete                                        | Bad Dürkheim; etwa 2,5 km östlich von Iggelbach                                                                                      | Langgezogener Bergrücken zwischen Helmbach (südlich) und Iggelbach (nördlich); Fortsetzung des Bierenbergs, geringe Schartenhöhe (29,8 m); vollständig bewaldet (Mischwälder) | |
| Großer Mainzer Berg (⊙)                | 403,5           | Mittlerer Pfälzerwald                                      | innere Waldgebiete                                        | Bad Dürkheim; etwa 2 km südöstlich von Weidenthal                                                                                    | Langgezogener Bergrücken oberhalb des Hochspeyerbachtals; vollständig bewaldet (Mischwald); durch südöstlichen Ausläufer Tunnel der pfälzischen Ludwigsbahn | |
| Nestelberg (⊙)                         | 401,5           | Wasgau                                                     | östlicher Teil, Mundatwald                                | Südwestpfalz; etwa 1,5 km südlich von Erlenbach bei Dahn                                                                             | Schmaler Rückenberg; vollständig bewaldet (Mischwald); an der Nordostspitze Vorwerk Klein-Frankreich der Burg Berwartstein, die sich etwa 1 km nördlich befindet; östlich im Portzbachtal mehrere Weiher, darunter der Badeweiher „Seehof“; Gipfel auf Waldweg erreichbar; Ausgangspunkt z. B. Parkplatz am Seehof, Nähe Erlenbach | Vorwerk Klein-Frankreich am Nordhang des Nestelberges |
| Wetterkreuzberg (⊙)                    | 400,7           | Mittlerer Pfälzerwald                                      | Haardt                                                    | Südliche Weinstraße; etwa 2 km westlich von Maikammer                                                                                | Kegelförmiger Vorberg der Kalmit direkt am Rheingrabenrand; Mischwald, hauptsächlich Eichen, Kiefern, Edelkastanien; am Bergfuß Rebflächen, Trockenmauern, Terrassen, Obstanlagen, Gebüsch- und Saumbiotope; auf Gipfel Wetterkreuzkapelle (Maria-Schutz-Kapelle); Ausgangspunkt Wandererparkplatz an Kalmithöhenstraße (Landesstraße 515); Gipfel auf kurzem Wanderweg gut erreichbar. | Blick von Osten zum Wetterkreuzberg |
| Bocksrück (⊙)                          | 400,6           | Unterer bzw. Nördlicher Pfälzerwald                        | Stumpfwald                                                | Donnersbergkreis; 2 km nordwestlich von Sippersfeld                                                                                  | Sanfte kuppenförmige Erhebung inmitten weiterer Hügel; weitgehend bewaldet; am Fuß größere Verebnungsflächen mit Ackerbau und Grünlandbewirtschaftung; auf Waldwegen gut erreichbar; Ausgangspunkt Kreisstraße 39 zwischen Sippersfeld und Langmeil | Blick vom Donnersberg Richtung Bocksrück (in Bildmitte) |
| Bichtenberg (⊙)                        | 400,4           | Wasgau                                                     | westlicher Teil                                           | Südwestpfalz; etwa 1 km südöstlich Salzwoog                                                                                          | Ovaler Kegelrückenberg zwischen Salzbach und Moosbach; vollständig bewaldet; im Umkreis bizarre Sandsteinfelsen | |
| Eulenkopf (⊙)                          | 399,6           | Unterer bzw. Nördlicher Pfälzerwald                        | Otterberger Wald                                          | Kaiserslautern; etwa 1,3 km nördlich von Drehenthalerhof (Otterberg)                                                                 | Teil einer ausgedehnten Berg- und Hügellandschaft; vorwiegend bewaldet, am Fuß größere landwirtschaftlich genutzte Freiflächen; Übergang zum Nordpfälzer Bergland; auf Fahr- und Waldwegen gut erreichbar; Ausgangspunkt Potzbach | |
| Kahlenberg (⊙)                         | 398,9           | Wasgau                                                     | Wasgauer Felsenland                                       | Südwestpfalz; zwischen Erfweiler und Schindhard                                                                                      | Rückenberg; vollständig bewaldet; Felsband am Gipfel mit ausgebauter Aussichtsplattform; auf markierten Wanderwegen erreichbar | Kahlenberg von Der Burgegruppe Dahn aus gesehen |
| Queitersberg (⊙)                       | 394,0           | Unterer bzw. Nördlicher Pfälzerwald                        | Otterberger Wald                                          | Stadtgebiet Kaiserslautern; etwa 5,5 km östlich der Kernstadt                                                                        | Plateauförmiger Rückenberg; auf Nebengipfel Sandsteinfelsen („Felsplatt“); östliche Begrenzung der Kaiserslauterer Senke; Teil der Wasserscheide zwischen Nahe und Oberrhein; vollständig bewaldet (Mischwald); etwa 500 m nördlich Autobahn 6 Saarbrücken–Mannheim; Gipfel auf Waldwegen erreichbar; Ausgangspunkt Hochspeyer | - |
| Heiligenberg (⊙)                       | 393,7           | Unterer bzw. Nördlicher Pfälzerwald                        | Otterberger Wald                                          | Hochspeyer | Langgezogener Rückenberg; vollständig bewaldet (Mischwald) | Steiler Weg auf den Heiligenberg |
| Schlossberg (Kaiserslautern) (⊙)       | 386,5           | Mittlerer Pfälzerwald                                      | nordwestliche Waldgebiete                                 | Stadtgebiet Kaiserslautern; etwa 1,5 km südöstlich von Hohenecken                                                                    | Langgezogener Rückenberg; vollständig bewaldet (Mischwald); auf Westausläufer Burg Hochenecken; auf markierten Wanderwegen erreichbar; Ausgangspunkt Parkplätze in Hohenecken | Kreuz auf dem Gipfelplateau |
| Klauserkopf (⊙)                        | 384,0           | Unterer bzw. Nördlicher Pfälzerwald                        | Stumpfwald                                                | Donnersbergkreis; etwa 2 km nordwestlich von Ramsen                                                                                  | Teil einer ausgedehnten Berg- und Hügellandschaft; weitgehend bewaldet; am Fuß größere Verebnungsflächen mit Ackerbau und Gründlandbewirtschaftung; über Landesstraße 396 Ramsen–Göllheim sehr gut erreichbar, da Straße direkt über den Berg führt | Blick von der Ripperterstraße |
| Glockenhorn (⊙)                        | 381,2           | Wasgau                                                     | westlicher Teil                                           | Südwestpfalz; etwa 0,5 km südöstlich von Hinterweidenthal                                                                            | Langgezogener Rückenberg; vollständig bewaldet (Mischwald); ökologische Besonderheiten | |
| Pfrimmerberg (⊙)                       | 377,1           | Unterer bzw. Nördlicher Pfälzerwald                        | Stumpfwald                                                | Donnersbergkreis; 1 km südlich von Breunigweiler                                                                                     | Nordwestliche Begrenzung des Stumpfwaldes zur Börrstadter Senke hin; Pfrimmquelle etwa 2 km südlich; weitgehend bewaldet (Mischwald); Gipfel auf Waldweg erreichbar; Ausgangspunkt Breunigweiler | |
| Großer Rauhberg (⊙)                    | 376,9           | Wasgau                                                     | Wasgauer Felsenland                                       | Südwestpfalz; 0,5 km südlich von Wilgartswiesen, 1,5 km nordöstlich von Hauenstein                                                   | Kegelrückenberg mit markanten Buntsandsteinfelsen Bavariafels und Wilgartswiesener Rauhbergpfeiler, vollständig bewaldet, Felsen sind über Wanderpfade erreichbar | großer Rauhberg von der Falkenburg gesehen |
| Kleiner Rauhberg (⊙)                   | 371,2           | Wasgau                                                     | Wasgauer Felsenland                                       | Südwestpfalz; 0,75 km westlich von Spirkelbach, 1,4 km östlich von Hauenstein                                                        | Kegelrückenberg mit markanten Buntsandsteinfelsen Rauhfels, Krappenfels und Rauhbergpfeiler, vollständig bewaldet, Gipfel und Felsen sind über Wanderpfade erreichbar | Kleiner Rauhberg vom Steinbachtal gesehen |
| Hoher Kopf (Hinterweidenthal) (⊙)      | 367,0           | Wasgau                                                     | westlicher Teil                                           | Südwestpfalz; etwa 1 km östlich von Salzwoog                                                                                         | Kleiner Kegelrückenberg; Endpunkt des langgezogenen Etschberges, der sich vom Handschuhkopf nach Süden erstreckt; im Westen der Salzbach, im Osten die Wieslauter; vollständig bewaldet (Mischwald); auf Waldwegen erreichbar | |
| Pechsteinkopf (⊙)                      | 355,2           | Mittlerer Pfälzerwald                                      | Haardt                                                    | Bad Dürkheim; etwa 2 km westlich von Forst                                                                                           | Kleiner Bergkegel am Grabenbruch der Oberrheinischen Tiefebene; durch vulkanische Aktivitäten vor etwa 53 Mio. Jahren entstanden, einziger ehemaliger Vulkan der Pfalz; nur teilweise bewaldet, freie Flächen durch ehemaligen Basalttagebau; 2 Abbautrichter, die heute mit Wasser gefüllt sind; Naturschutzgebiet; besonders geeignete Bedingungen für Weinbau (Basaltgestein); auf markierten Fahr- und Wanderwegen gut erreichbar; Ausgangspunkt z. B. Parkplatz am Beginn des Margarethentals, Nähe Forst                                                                                           | Basatlbruch am Pechsteinkopf |
| Rauhberg (⊙)                           | 352,1           | Wasgau                                                     | Wasgauer Felsenland                                       | Südwestpfalz; 3 km südlich von Dahn, 1,5 km nordwestlich von Bruchweiler-Bärenbach                                                   | Kegelrückenberg mit markanten Buntsandsteinfelsriffen Wöllmersbergfelsen, Retschelfelsen, Eisenbahn und Bruchweiler Rauhfelsen bis 30 Meter Höhe und 400 Meter Länge, vollständig bewaldet, Gipfel und Felsen sind über Wanderpfade erreichbar, Napoleon-Steig von Bruchweiler-Bärenbach | Rauhberg – Blick vom Fuchsloch |
| Werderberg (⊙)                         | 349,7           | Mittlerer Pfälzerwald                                      | Haardt                                                    | Südliche Weinstraße etwa 2 km westlich von Edenkoben                                                                                 | Gipfelbereich mit touristisch bekannten und weithin sichtbaren Friedensdenkmal und weiteren Denkmalen aus der Zeit des Deutschen Kaiserreichs, Naturschutzgebiet Haardtrand – Kieferberg und historischer Steillagenweinanbau am Südhang | Werderberg (vorn) mit Blättersberg (hinten) – Blick von Maikammer |
| Lindelskopf (⊙)                        | 343,4           | Wasgau                                                     | Wasgauer Felsenland                                       | Südwestpfalz; etwa 1,5 km östlich von Ludwigswinkel                                                                                  | Kleiner, aber prägnanter Bergkegel, der aus der Waldbruchniederung bei Ludwigswinkel emporragt; vollständig bewaldet (Mischwald, hauptsächlich Buchen, Kiefern und Eichen); kleines Felsenriff im Gipfelbereich (Aussichtsplattform); abgegangene Burg; auf Wanderpfaden erreichbar; Ausgangspunkt Waldparkplätze in Ludwigswinkel | Lindelsberg bei Ludwigswinkel: Blick vom Kurpark Richtung Osten |
| Schloßberg (Esthal-Erfenstein) (⊙)     | 343,2           | Mittlerer Pfälzerwald                                      | innere Waldgebiete                                        | Neustadt an der Weinstraße; etwa 0,5 km südlich von Erfenstein                                                                       | nördlicher Vorgipfel des Hohen Kopfes im Lachen-Speyerdorfer Wald; vollständig bewaldet; am Nordhang befindet sich die Burg Spangenberg | Schlossberg mit Burg Spangenberg |
| Ebersberg (⊙)                          | 342,1           | Mittlerer Pfälzerwald                                      | Haardt                                                    | Bad Dürkheim; etwa 1 km westsüdwestlich des Bad Dürkheimer Ortsteils Seebach                                                         | Vollständig bewaldet; keltisches Grabhügelfeld aus Frühlatènezeit; Aussichtsturm Zeppelinturm Panoramablick besonders in die Oberrheinische Tiefebene; Gipfel von Seebach erreichbar | Zeppelinturm |
| Neding (⊙)                             | 336,3           | Wasgau                                                     | Wasgauer Felsenland                                       | Südwestpfalz; etwa 0,7 km nordöstlich des Ortskerns von Hauenstein                                                                   | Rückenberg; vollständig bewaldet (Mischwald hauptsächlich Kiefern und Buchen); im Gipfelbereich Felsenriff mit ausgeprägten Buntsandsteinformationen (z. B. Naturdenkmal Nedingfelsen); vom Felsplateau Aussichtsmöglichkeiten; auf Wanderpfaden erreichbar (Premiumweg „Hauensteiner Schusterpfad“); Ausgangspunkt: Parkplätze in Hauenstein; Haltepunkt Hauenstein Mitte | Neding von Süden |
| Handschuh- Kopf (⊙)                    | 323,9           | Wasgau                                                     | westlicher Teil                                           | Südwestpfalz; etwa 0,5 km westlich von Hinterweidenthal                                                                              | Prägnanter Kegelberg oberhalb Hinterweidenthal; vollständig bewaldet (vorwiegend Nadelhölzer); im Sattel der Südseite bizarres Felsgebilde (Teufelstisch), Entstehung durch Erosion unterschiedlich harter Gesteinsfolgen im Unteren Buntsandstein („Rehbergschichten“); auf markierten Wanderpfaden erreichbar; Ausgangspunkt Parkplätze in Hinterweidenthal | Handschuhkopf mit schräggeschichten Sandsteinfelsen |
| Teufelsstein (⊙)                       | 316,2           | Mittlerer Pfälzerwald                                      | Haardt                                                    | Bad Dürkheim; etwa 2 km nordwestlich von Bad Dürkheim                                                                                | Auf Hochplateau aufgesetzte Kuppe; Ausläufer des Peterskopfes; vollständig bewaldet (Kiefern, untergemischte Buchen); Panoramablick; im Gipfelbereich Sandsteinfelsen, der früher als Kultobjekt diente (Bearbeitungsspuren); ehemalige Gondelbahn; etwa 1 km südöstlich Überreste eines keltischen Ringwalls (Heidenmauer) und eines römischen Steinbruchs (Kriemhildenstuhl); Gipfel auf markierten Wanderwegen gut erreichbar; Ausgangspunkt Parkplätze in Bad Dürkheim | Teufelsstein auf dem gleichnamigen Berg |
| Heidelberg (Hambach) (⊙)               | 313,4           | Mittlerer Pfälzerwald                                      | Haardt                                                    | Stadtgebiet Neustadt im Stadtteil Hambach an der Weinstraße; etwa 2,5 km südlich der Kernstadt                                       | etwa ein Kilometer langer Rückenberg mit Nordgipfel (313,4 m) und Südgipfel (303,0 m); vollständig bewaldet mit Mischwald aus Edelkastanien, Traubeneichen und Kiefern; Nordgipfel mit privater Schutzhütte und Aussichtsplattform, Aussichtspunkt am Südgipfel; zwei Wetterkreuze | Heidelberg (Blick vom Schlossberg/Hambacher Schloss) |
| Schlossberg (Neustadt) (⊙)             | 305,0           | Mittlerer Pfälzerwald                                      | Haardt                                                    | Stadtgebiet Neustadt an der Weinstraße; etwa 2 km nordwestlich der Kernstadt                                                         | Südöstlicher Ausläufer des Weinbiets; weitgehend bewaldet, am Gebirgsrand Weinbau; am Südosthang Ruine der Burg Winzingen und des Haardter Schlosses; auf markierten Wanderwegen erreichbar; Ausgangspunkt Parkplätze in Haardt | Haardter Schloss am Südosthang des Schlossberges |
| Probstberg (⊙)                         | 296,9           | Wasgau                                                     | östlicher Teil, Mundatwald                                | Südwestpfalz; 2 km südöstlich von Bobenthal                                                                                          | Kleine Bergkuppe auf einem Bergrücken, der sich vom Bobenthaler Knopf nach Südosten erstreckt; im Westen und Süden von Wieslauter, im Osten vom Reisbach umflossen; etwa 500 m südlich deutsch-französische Grenze; vollständig bewaldet; auf Gipfel Schanze aus spanischem Erbfolgekrieg (gekennzeichnet durch Ritterstein Nr. 2); Gipfel nur auf Pfadspuren erreichbar; Ausgangspunkt Waldparkplatz „Siebenteilbrücke“ im Tal der Wieslauter, Landesstraße 478 zwischen Bobenthal und Sankt Germanshof.                                                                                                | Gipfel mit Ritterstein |
| Vogelsberg (⊙)                         | 296             | Wasgau                                                     | Wasgauer Felsenland                                       | Stadtgebiet Dahn | Rückenberg im Stadtgebiet von Dahn, an der Westseite befindet sich der Jungfernsprung (280 m) als ein Wahrzeichen des Dahner Felsenlands, größere Felsformation Vogelsbergtürmchen an der Ostflanke | Vogelsberg in Dahn |
| Betzenberg (⊙)                         | 287,1           | Mittlerer Pfälzerwald/ Kaiserslauterer Senke               | nordwestliche Waldgebiete/ Stadtlandschaft Kaiserslautern | Stadtgebiet Kaiserslautern; etwa 1 km südlich der Kernstadt                                                                          | Kleiner Höhenrücken oberhalb der St. Ingbert-Kaiserslauterer Senke (Unterer Buntsandstein); nur an den Hängen und am Südrand Bewaldung; hauptsächlich Wohnbebauung und Sportanlagen (Fritz-Walter-Stadion) | Fritz-Walter-Stadion am Betzenberg |